# Drauț, Arad
Drauț este un sat în comuna Târnova din județul Arad, Crișana, România.

## Numele localității
Numele localității găsit în  documentele mai recente, mai bine zis după anul 1600,  este Drauț (Draucz scris în limba maghiară, Drautz  în limba germană). În documentele mai vechi, găsim  denumirea unei locații situate pe valea de Drauț cu numele Doruzlofalua (în scrierile slavone, anul 1406), iar puțin mai târziu în scrierile maghiare Doroszlofalva. 
Referitor la denumirea localității Drauț, am găsit mai multe ipoteze:
Hotarul, numărul 11, martie 1934, pag. 17. 
Draucz (citit Drăuț)- Arpadk uj okm. VIII. 20 a. 1270.  Regele Ștefan al V-lea zice: 
“Populi nostri, qui Drawc vulgo dicuntur.” Șoimarii regali se numeau Drawc, și deoarece deseori se numeau Drăuți, poate ca, de aici să vină denumirea numelui românesc Drăuți, de la drăuții (dresorii de șoimi) care erau în slujba regelui, anul 1270. 
În județul Arad, avem un sat cu acest nume: Drăuți.
Augustin Deac: Istoria adevărului istoric: moșii și strămoșii poporului român, 2001, pagina 274.
“drios; drius; drău; crâng - Drehuța- deal în jud. Suceava, Drăuți- sat în jud. Arad”

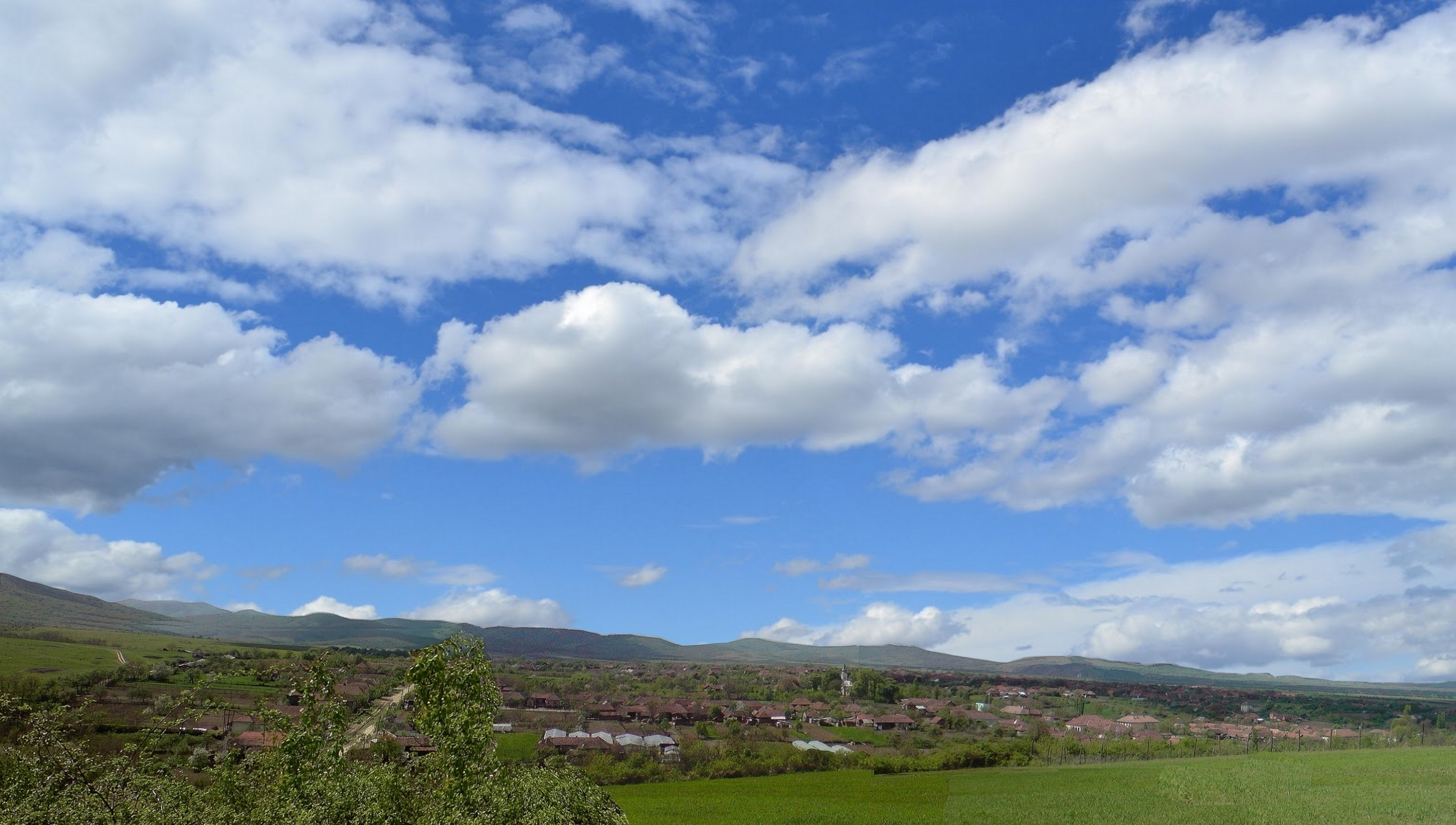
DRAUȚ 2009, VAZUT DE PE DEALUL EGARIEI

De György Györffy: Système des résidences d'hiver et d'été chez les nomades et les chefs hongrois au X-e siècle,
„Linia familiei Tétény, descendentă a șefului Tétény (Tuhutum), precum și două clanuri stabilite între Dunăre și Tisa (Beche-Gregor și Dorozsma) aveau pentru emblemă un șarpe.”
Acta Archaeologica, Volumul 19, Magyar Tudományos Akadémia, 1967, pagina 163.
“Părerea mea în urma analizei mormântului lui Dorozsma strămoșul clanului Dorozsma, care a murit în jurul anilor 1000-1010, și care a fondat clanurile Becse Gergely și Dorozsma, precum și a mănăstirilor construite de acesta, dovedesc clar credința creștină a succesorilor lor.”
Dorozsma (Drozsma), nu știu cum se pronunța acest nume, dar este posibil Doroz sau Drozs sau poate Drauț. 
În scrierile vechi, denumirea, Doruzlofalua din limba slavonă, la o analiză a traducerii, putem spune: - Doruz (Doroz): nume, lo: iată (în limba slavonă), falua: ținut (în limba slavonă). Ținutul sau pământul lui Doroz (Dorozs).

### Numele localității, menționat în documentele vremii
Numele localitătii Drauț: este menționat în documentele vremii funcție de perioadă și limbă. Prima menționare documentară a unei locații situate în această zonă apare în una din diplomele regelui maghiar Sigismund de Luxemburg (1387–1437), datat 1406, 21-22 noiembrie, în limba slavonă cu numele Doruzlofalua, apoi acest nume este preluat de scrierile maghiare cu numele Doroszlófalva. În anul 1647 apare scris Draucz; 1715 Draucs, Draucz; 1746 Draucz. În anul 1851 Drautz, rural deluros, 40 catolici, 1283 ortodoxi,10 evrei, biserica Ortodoxă. 1863 Drautz, Draútz; 1873, 1877 Drauc, Draucz; 1882 Draucz, În perioada 1869-1900 în periodicele românești (ziarul Lumina, Albina) apare scris Drautiu; 1888, 1891 Draucz (revista maghiara Vasárnapi Ujság); 1909 Draucz (Dicționar 1909); 1911. Doroszlófalva; 1913 Doroszlófalva; 1919 Drăuț, Drauți (ziarul Romanul); 1930 Drăuți; 1968 Drauț.

## Localizare
Satul Drauț este situat în zona centrală a județului Arad, în partea de miazănoapte a munților Zarandului, mai precis, la poalele vârfului Highiș - „negul din capătul degetului mare al palmei Apusenilor”, așa cum îl numea scriitorul Horia Ungureanu în scrierea sa referitoare la satul Drauț, Ochiul zilei de ieri.

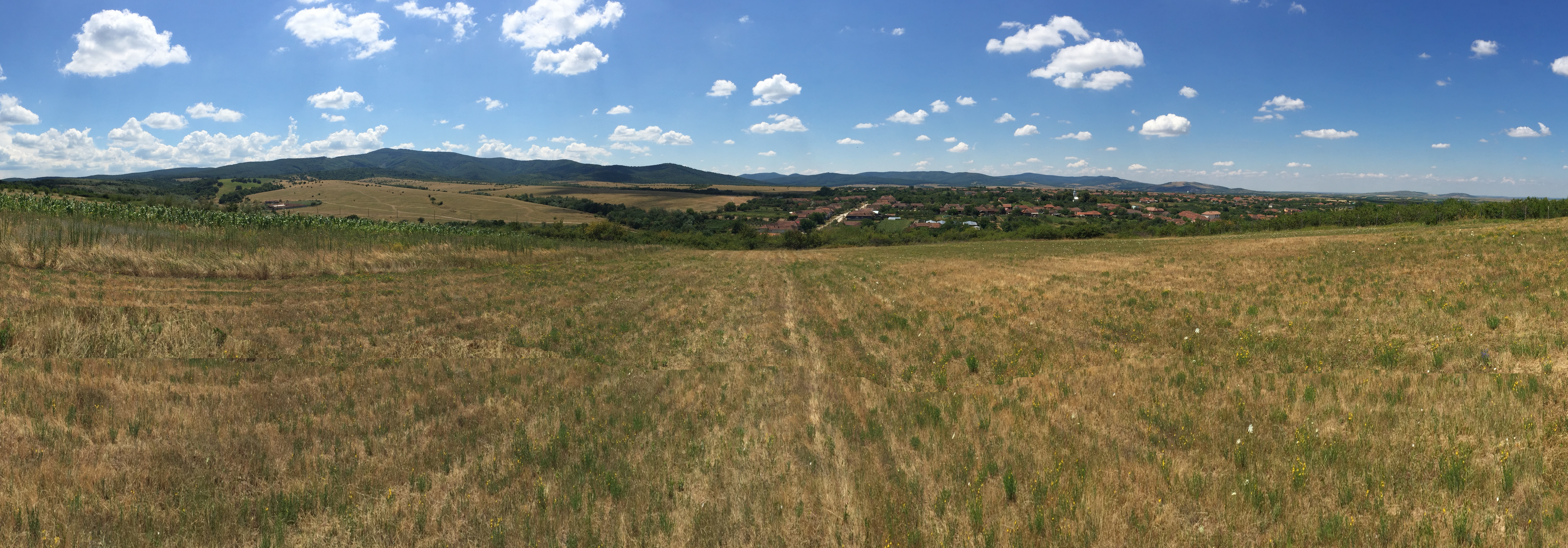
SATUL DRAUȚ. Așezat într-o "căldare" cu fundul mult ridicat - Dealul Bisericii.

Privit de sus, satul seamănă cu cinci șiraguri de mărgele. Casele sunt ordonate de-a lungul străzilor și totul pare un mozaic de paralelograme având ca pivot central biserica. Satul pare a fi așezat într-o căldare pitită la poalele Highișului. O  căldare cu fundul mult ridicat- Dealul Bisericii, locul unde de mai bine de două secole s-au înălțat lăcașurile bisericești, care la început erau modeste din lemn, iar mai apoi din cărămidă. Existența lor a continuat pe acest loc, dar s-au schimbat în timp ca niște străjeri ai credinței străvechi. Biserica, se înalță aici semeață din anul 1897, ea este străjerul zilelor noastre și ne îndeamnă la credință și evlavie. Satul este străbătut de două văi: Valea de Drauț și Valea de Șicluș, văi care vin de acolo de sus din măruntaiele Highișului, de sub niște stânci picurate cu apă. Aceste văi par două brațe ale Highișului care țin această căldare într-un echilibru perfect. Semețul Highiș, își varsă pădurile și izvoarele în totate părțile și pe toate laturile. Satele sunt așezate pe văi, oamenii fac ce-au făcut dintotdeauna, de când se știu locuitori ai pământurilor astora, ai dealurilor și câmpurilor care curg în valuri: adică taie lemnul în pădure sau lucră pământul. Doboară stejari, fagi și carpeni și fac stânjeni pe care îi cară cu caii și cociile special pregătite, la vale. Atunci când începe să se dezghețe valea și zăpada de pe Highiș să se topească, scot plugurile. Ară și seamănă loturile înșirate pe dealuri ca niște șterguri. Dezgroapă, leagă și tund viile. Muierile fac ce fac și bărbații lor, dar, pe lângă asta, din cânepă și in își îmbracă trupurile lor, ale bărbațiilor și copiilor lor. Topesc și meliță cânepa și iarna torc și țes pânza la război. Bărbații purtau izmene largi și cămăși de pânză, șube și căciuli de lână, iar în picioare opinci. Muierile lor purtau poale și spătoi, iar peste spătoi zobon din barșon brodat. Pe cap muierile măritate purtau cot, cot cu "pană de pliș" la sărbători, fetele se purtau cu părul pieptănat în codițe cu cărare pe mijloc, iar la sărbători cu "zulufi" de-o parte și de alta a capului.

## Istoric
Piemontul nord-vestic al Munților Zarandului a fost, se pare, destul de intens locuit, încă din cele mai vechi timpuri. 

### Civilizația neolitică
Civilizația neolitică cunoaște trei perioade de trecere la epoca metalelor, reprezentată prin culturile: Criș, Vinca-Turdaș, Tisa, Baden, Cernavodă III, Coțofeni. Din neoliticul inferior și mijlociu, cultura Vinca-Turdaș este semnalată în județul Arad în următoarele localități: Chesinț, Lipova, Ghioroc, Miniș și Dud.În lucrarea Istoria veche, Aradul permanență în istoria patriei, Arad, 1978, pag.45. Mircea Barbu, Eduard Ivanof, afirmă, că cele mai vechi urme a prezenței umane, în Munții Zărandului, au fost descoperite la Dud și ele au fost atribuite Culturii Vinca-Turdaș din Neoliticul inferior și mijlociu.
Așezarea veche a satului Dud pe valea Lugoșului, a fost descoperită în anul 1971 în locul numit de localnici - Între Văi. Materialele arheologice au fost descoperite cu prilejul unor lucrări agricole, movila pe care se găsea în vechime vatra satului a fost tăiată de un șanț de irigare (conform monografiei satului). Tot aici a fost descoperită o așezare de tip terasă veche unde s-au găsit ceramică neolitică veche și material litic (Muzeul Județean Arad. H. Pădureanu 1973, pp. 400-401; Maxim 1999, p. 158, nr. cat. 394; Iercoșan 2002, pp. 47-48, nr. cat. 22a). 
Dragoș Diaconescu în teza sa de doctorat – Cultura Tizapolgar în România, Editura Altip, Alba-Iulia, 2009, p.101, prezintă în zona localității Dud, două situri unde au fost descoperite așezări vechi din această perioadă: Valea Lugojului și dealul Cioaca-Chiciora.

### Așezări dacice
Ținutul de nord-vest al Munților Zarandului a fost, se pare, destul de intens locuit de către daci, atât în epoca regatului cât și în perioada stăpânirii romane. Astfel, la Agrișul Mare, comuna Tîrnova, județul Arad, au fost descoperite două așezări dacice.
Eugen D. Pădurean, Alexandru Berzovan: Așezarea dacică de la Agrișu Mare, județul Arad . Pârâul Valea Mare
În anul 1998 s-a descoperit o așezare dacică la circa 380 m de actualul colț sud-estic al satului în zona confluenței pârâului Valea Mare cu pârâul Culia(numit pe unele hărți, Pârâul Bolundului). 46° 15' 33.55'' N, respectiv 21° 45' 01.34'' E. Se conturează existența a două perioade de locuire dacică: în secolele I-II d. Hr.,respectiv II-III d. Hr.
La o distană de 1 Km distanță, din malul înalt al pârâului Almașului (46° 16' 1.16" N, 21° 43' 50.83" E), au fost descoperite, între altele, fragmente ceramice, ce pot fi încadrate, în perioada secolelor I î. Hr. – I d. Hr. 
În anul 1974, la est de sat, a fost descoperit un picior de fructieră dacică, de culoare brun-gălbuie din secolul II-I înainte de Hristos.

### Împrejurări istorice
Încă pe timpul stăpânirii romane triburile germanice din nord, de la Elba au început să coboare spre sud. Romanii nu s-au împotrivit, ci au încercat să le câștige prin promisiuni și favoruri. Așa s-au așezat vandalii în partea nord-vestică a Daciei, pe malurile Mureșului și ale Crișului și au format astfel un zid de apărare contra iazyghilor. Dar nici aceștia nu au dăinuit mult timp pe aceste meleaguri, ei fiind alungați de goți în anul 335, bătândui într-o luptă crâncenă, care a avut loc în ținutul Cenadului, pe valea Mureșului și gonindu-i peste Tisa, în Panonia. (Radu Rosetti: Pământul, sătenii și stăpânii în Moldova, volumul 1: Dela origini până la 1834, București : Editura Librăriei Socec , 1907, pag. 11). Astfel, în locul lor s-au așezat goții, mai precis triburile Taifall și Victofall. (Karácsonyi János: Békésvármegye története. V. I. pag. 137).
După goți, au urmat hunii, se presupune că centrul stăpânirii lor era zona de afluiență a Mureșului în Tisa. După relatările lui Priscus, cartierul general a lui Attila a fost pe câmpia Cenadului, (eventual peste Tisa). (Salamon: Szazadok 1881, 24 și 29). Aceasta pare a fi susținută de descrierea mai precisă a regiunii de către Priscus-„fără lemn și fără piatră”. Tot Priscus, din povestirile sale, aflăm că la curtea lui Attila era cunoscută și vorbită limba română (ausonă sau limba latină vulgară), pe lângă cea hunică și gotică. (Dr. Dimitrie Onciul: Istoria Romaniei, pag. 146).
Thuroczy: Chron. Hung. I.C. 17 publ. în Viena. Scriptores Rerum Hungaricarum de I.C. Schwandter, pag. 87. “Spaima hunilor era groaznică asupra contemporanilor. Neamurile toate se refugiaseră, singuri românii au rămas pe loc”.
Românii s-au refugiat, la munte, din calea hunilor, arată Simonis de Kéza în lucrarea sa A magyar honfoglalás kútfői, pag. 483. Aceștia au fost doar cei care se aflau în zonele de munte, dar cei din zonele de câmpie au continuat să trăiască alături de aceste triburi.
După huni, au venit avarii, dar vigurosul neam românesc i-a contopit și pe aceștia în sânul său. Avarii se aflau încă pe câmpiile noastre, când au năvălit slavii, dar și aceștia au fost asimilați de cei care au continuat să trăiască pe aceste meleaguri, iar urmele lor le găsim până în zilele noastre, atât în denumirile de localități, cât și în termeni de rubedenie; în limbă, lege și moravuri. Mai târziu, ei au fost alături de noi, la bine și la rău.
În anul 487 se arată la țărmul Mării Negre și la gurile Dunării, bulgarii, care după ce îi bat pe goții și pe hunii care au mai rămas, trec Dunărea și se așează în Balcani. Alături de aceștia am luptat contra avarilor. Dr. Dimitrie Onciul: Istoria Romaniei, pag. 14, 15 și 120, 121 arată: “Contra avarilor a luptat împreună cu bulgarii și un popor creștin, foarte numeros și de origine română din nordul Dunării (românii).”
La sfârșitul secolului al IX lea, mai precis (896) își făceau apariția în Pannonia triburile fino ugrice ale ungurilor. Nou veniții au aflat aici o populație sedentară, amestecată, formată din bulgari, slavi și blachi (români). La cumpăna secolelor IX–X populația așezată în Pannonia era organizată într o serie de formațiuni politice fragile, care vor sucomba, rând pe rând, sub loviturile noilor veniți.
Așezări fortificate din Transilvania: secolele IX-XIII – lea, Petru Iambor, ‎Nicolae Edroiu, ‎Tudor Sălăgean – 2005, pag. 247
„Moravia Mare, mult slăbită după moartea ducelui Sviatopluk (894) și atacată de germani și poloni, a fost o pradă ușoară pentru unguri încă de la așezarea lor pe Tisa superioară. În 902 au atacat-o și au pustiit-o “usque ad solum”, iar în 906/907 au distrus-o complet și definitiv, ultimul duce Mojmir al II lea (895-906), fiind înlăturat. Partea de nord- vest a acestui stat (provincia Moravia) a fost ocupată de către ducii Boemiei, iar cea sudică și estică (Slovacia) a intrat în componența Ungariei medievale. Între Dunăre și Tisa era ducatul lui Salanus, un descendent al hanului Bulgariei (marele duce Kean), care la îndemnul împăratului bizantin a colonizat pe slavi și pe bulgari până la granița cu rutenii și polonii. În acest spațiu mai trăiau resturi ale avarilor și români.”
Odată cu instalarea ungurilor în Câmpia Panonică (896) începe și expansiunea lor spre Transilvania. Gesta Hungarorum, cronica lui Anonymus, traducere și comentariu de Paul Lazăr Tonciulescu,  menționează existența a trei mici principate:
“Iar pământul, care zace între Tisa și Dunăre, l-a ocupat sieși Keanus, marele duce al Bulgariei, strămoșul ducelui Salanus, până la marginile ruthenilor și polonilor, și acolo a colonizat pe slavi și bulgari.
Iar pământul, care este între Tisa și pădurea Igfon, care zace spre Erdeuel (Ardeal), dela fluviul Morus, până la fluviul Zomus (Someș), l-a ocupat pentru sine ducele Morout, al cărui nepot s-a numit prin unguri Menumorout, pentru că avea mai multe drăguțe, și pe pământul acela locuiau ginte, cari se numiau Cozar.
Însă pământul, care este dela fluviul Morus până la fortăreața Urscia (Orșova), l-a ocupat cutare duce, cu numele GIad, care cu ajutorul cumanilor a ieșit din fortăreața Bundyn (Vidin), și din ai cărui neam s-a născut Ohtum.”
Motivul invocat de aceștia pentru expansiunea lor în aceste zone era acela că, pământul acesta a aparținut regelui Attila, iar după moartea acestuia, el a intrat în posesia celor mai sus menționați.
Gesta Hungarorum, cronica lui Anonymus, traducere și comentariu de Paul Lazăr Tonciulescu, fragment cap. XI:
“Și li-au zis adecă, că pământul acela ar fi foarte bun și acolo curg la olaltă cele mai însemnate isvoare, a căror nume e precum ziserăm mai sus: Dunărea, Tisa, Wag, Morisius (Mureș), Crisius (Criș), Temus (Timiș) și altele, care și mai înainte a fost pământul regelui Athila, și după moartea lui principii Romani au ocupat pământul Panoniei, până la Dunăre, unde și-au așezat păstorii lor”.
Primul care avea să intre în conflict cu ungurii, avea să fie ducele Salanus. Acesta încearcă să evite războiul și oferă maghiarilor un teritoriu unde să se stabilească, dar cu condiția respectării păcii, a legilor și tradițiilor celor care trăiau pe teritoriile respective. Maghiarii interpretează însă acesta ca un gest de slăbicune și frică a ducelui, motiv pentru care, nu după mult timp, aproximativ pe la anul 903, pe fondul emiterii unor noi pretenții teritoriale din partea maghiarilor, reîncep conflictele dintre ducele Salanus și Arpad, conducătorul maghiar. Deși Salanus cheamă în ajutor bulgarii, pierderile masive ale ambelor tabere duc la încheierea unui armistițiu: Salanus rămâne conducătorul voievodatului său, cu condiția plății unui tribut către maghiari și a cedării unor teritorii în folosul acestora.
Următorul teritoriu vizat de unguri a fost ducatul lui Menumorut. Aceste fapte sunt prezentate de notarul Anonymus în lucrarea sa, fragment cap. XX.: 
“Iar trimișii ducelui Arpad, Usubuu și Veluc, plutind peste fluviul Tisa în portul Lucy și plecând de aicia au venit la fortăreața Bihor, au salutat pe ducele Menumorout și i-au predat darurile trimise de ducele lor. Și aducându-i la cunoscință însărcinarea lor dela ducele Arpad, au cerut pământul, care l-am fost numit mai sus. Iar ducele Menumorout i-a primit amabil și înavuțindu-i cu daruri diverse, le-a demandat a treia zi să meargă acasă. Cărora însă astfel le-a răspuns: Spuneți lui Arpad, ducelui Ungariei, domnului vostru, că îi suntem datori lui ca amic amicului, întru toate ce îi lipsesc, căci este oaspe și are trebuință de multe, dar pământul ce l-a ținut din grația noastră nu-l dăm niciodată până când trăim, ne-am supărat și pentru aceea, pentru-că ducele Salanus i-a dat foarte mult pământ, ori din iubire precum se zice, ori din temere, ce se trage la îndoială. Noi însă nici din iubire, nici din temere nu-l dăm, ba nici chiar cât e o palmă de pământ, cu toate că zice că ar ava drept la el. Și cuvintele lui nu conturbă inima noastră prin aceea că ne zice, că se trage din vița regelui Athila, care se numia sbiciul lui Dumnedeu, care tot asemenea cu mână violentă a răpit acest pământ dela strămoșul meu, dar acum din grația domnului, meu, a împăratului din Constantinopole, nimenea nu-l poate răpi din mânile mele”.
În urma acestui refuz foarte diplomatic al lui Menumorut, maghiarii pornesc ostilitățile, atacând din mai multe părți voievodatul Bihariei. Nevoit să se angajeze în luptă, Menumorut va pierde rând pe rând toate cetățile sale, fiind nevoit să se refugieze în fortăreața Belland, unde după 13 zile de asediu, este nevoit să accepte condițiile de pace oferite de Arpad. Tratatul de pace dintre cei doi conducători va fi consfințit de căsătoria fiului lui Arpad, Zulta, cu fiica lui Menumorut, iar după moartea lui Menumorut, survenită în anul 906, voievodatul va trece în mâinile lui Zulta și implicit, sub dominație maghiară.
Potrivit cu informațiile furnizate de Legenda maior, în primii ani ai veacului al XI lea, în zona Mureșului inferior se găsea o formațiune politică condusă de Ahtum (Ohtum), succesorul lui Glad. Ducatul lui Ahtum îngloba atât ducatul stăpânit înainte de Glad, cât și teritoriul dintre Mureș și valea celor trei Crișuri, stăpânit înainte de ducele Menumorut. Voievodul Ahtum și-a stabilit reședința la Urbs Morisena (actualul Cenad, județul Timiș), locație situată undeva în centrul ducatului său.
Gesta Hungarorum, cronica lui Anonymus, traducere și comentariu de Paul Lazăr Tonciulescu,  menționează referitor la acest voievod (Ohtum): “pe care mai târziu, pe timpul regelui Ștefan, l-a omorât în cetatea de lângă Morisius, Sunad fiul lui Dobuca, nepotul regelui, fiindcă s-a împotrivit întru toate regelui. Și căruia menționatul rege i-a dăruit pentru bunele sale servicii muiere și fortăreața Ohtum, cu toate câte se țin de ea. Căci așa este datina domnitorilor buni, să remunereze pe credincioșii săi. Care fortăreață se numesce Sunad (Cenad)”.
Cea mai mare invazie a unui popor migrator are loc între anii 1241-1242, Invazie Mongolă. Rogerius a fost un călugăr italian ajuns arhiepiscop de Split-Spalato, în Dalmația și care, aflat cu misiuni diplomatice în Ungaria, este martor la această mare invazie. Acesta, a scris, nu mult timp după ce a scăpat din mâinile mongolilor, o lucrare, Carmen Miserabile (Cântec de Jale), în care descrie începuturile invaziei în Transilvania, dezastrul unor localități, asediul cetații Oradea, bătălia de la Mohi, unde armatele creștine suferă o mare înfrangere.
Și teritoriul județului Arad cunoaște invazia tătarilor, după retragerea cărora începe construcția unor cetăți noi sau întărirea celor care au rămas, devenite ulterior puncte de mare interes strategic. Pe lângă puternica cetate de la Șiria, Ineu și Dezna, autoritățile vremii au ridicat la Pâncota o fortăreață și au întărit castelul Egregh, construit de Andrei Kölcsei comite de Zarand și Békés, astfel acesta intră în rândul cetăților.

### Menționări documentare
Vechimea satului se pierde în negura vremii, prima menționare documentară a localității Drauț fiind găsită într-un document (din Arhiva diplomelor lui Sigismund de Luxemburg, datat 1406, 21-22 noiembrie), act prin care Sigismund de Luxemburg regele Ungariei, donează un nou domeniu lui Andraș, fiul lui Theteni Miklos și fratelui acestuia Gergely, anume cetatea regală Egregh (Cetatea Agrișul Mare, Arad. Mărturii materiale și culturale a cetății Agrișul Mare, Florin Mărginean, pag. 167) din ținutul Zărand cu satele aparținătoare, motivând că Laszlo fiul lui Andraș, nepotul lui Deneș, din Egregh a murit fără urmași, astfel domeniul a ajuns în posesia regelui. În acest document sunt menționate și satele aparținătoare acestei cetăți: Felsewegregh, Chuch, Kazmer, Chumotheleke, Chernechfalua, Naghșicluș, Kuzepșicluș, Felsewșicluș, Feyereghaza, doua Dombpapfalua, Rathinwanfalua, Doruzlofalua, Papfalua, Lalfalua și alte trei sate Balamerfalua situate pe râul Șicluș și toate satele și cătunele situate pe cursul acestui râu care aparțin de castelul construit de András Egregh-(i).
Printre satele aparținătoare cetății Egregh (Agrișul Mare), este menționat și satul Drauț sub numele de Doruzlofalua, dar acesta reprezintă doar o locație din actuala așezare a localității, anume locația situată pe valea de Drauț. Alte locații apar prezentate tot aici în acest document, acestea sunt situate pe valea de Șiclus: Nagy-Siklós, Közép-Siklós, Felső-Siklós, și alte sate și cătune situate pe acest râu. Acest document  apare în scrierile maghiare în două cărți: Kumorovitz L. Bernát: Budapest Történetének Okleveles Emlékei, Harmadik Kötet (1382 - 1439) și Mályusz Elemér: Zsigmondkori oklevéltár II. (1400–1410), Első rész (1400–1406)), Budapest 1956. pag. 647, 648
5125 Nov. 21. (in Themesuar, dom.a. Katherine) Zs. "Lui Andraș fiul lui Theten-i Mikloș, pentru serviciile aduse în deosebi la ultimile probleme (revolte) din comitatul prelaților și baronilor, i se donează un nou domeniu, lui și fratelui său Gergely: cetatea regală Egregh din ținutul Zarand cu satele aparținătoare, motivând că Laszlo fiul lui Andraș, nepotul lui Deneș din Egregh a murit fără urmași și astfel domeniul a ajuns în posesia regelui. Satele asociate cu prima așezare ungară castrum Egregh: Felsewegregh, Chuch precum și satele ungurești: Kazmer și Chumotheleke, satele slavone de fapt românești: Chernechfalua, Naghșicluș, Kuzepșicluș, Felsewșicluș, Feyereghaza, doua Dombpapfalua, Rathinwan-falua, Doruzlofalua, Papfalua, Lalfalua și alte trei sate Balamerfalua situate pe râul Șicluș și toate satele și cătunele situate pe cursul acestui râu care aparțin de castelul construit de András Egregh-(i) fiul lui Dionysius și aflat în posesia fiului său László care după moarte neavând urmași, este donat de către rege, lui Tetenyi (Kapronczai, Kapy) András. Tot odată noul proprietar și urmașii acestuia, se obligă pe propria cheltuială să întrețină cetatea și cele aparținătoare.
Zs. 1407 ápr. 28. okl.-ből. Dl. 64.124. Kapy cs. lt. (F.) 5126 Nov. 21. (prope civitatem Cassa, XXVIII.die ferie II. a. Sym. et Iude)"  
În lucrările: La frontière ouest de la Roumanie - Șt. Manciulea (pag. 22) și în revista lunară, Blajul din 3 Martie 1935 (pag. 141, 142) este menționat faptul, că însuși Marki Șandor, unul din cei mai mari istorici maghiari, în activitatea sa monografică extinsă referitoare la ținutul Aradului spune că noi, românii am fost aici încă din primii ani ai secolului XIV.(pag.141,142) Cnezatele românilor din zona cuprinsă între Mureș și câmpia Tisei, sunt menționate încă de la începutul secolului al XV-lea. Voievodatele și cnezatele fiind organizații din evul mediu, acestea erau specifice românilor din ținutul Aradului și Bihorului. Astfel, pe teritoriul Egregh, în tinutul Aradului, în ani 1406-1409, într-un document sunt menționate mai multe sate românești: Cerneczfalva, Nagy-Siklos, Felso-Siklos, Fejéregyhaz, Dombpapfalva, Rathman-falva, Doroslofalva, Popfalva, Salfalva și alte sate Balamerfalva.
Spun și eu, același lucru: Marki Șandor în vasta sa lucrare monografică referitoare la județul Arad, printre localitățile din județul Zărand amintește câteva sate care se aflau pe actualul teritoriu al localității Drauț: Doroszlófalva 1406-1409, (pag. 227, 228); satul a aparținut castelului Egregy, erau trei locații situate între Drauț și Tîrnova de astăzi. Papfalva (pag. 243); un alt sat care aparținea domeniului Egregy în perioada 1406-1409, sat situat pe valea Șikloș (Șicluș). Șikloș (Șicluș, Șykloș, pag. 246); in secolul al XV-lea, aici se aflau mai multe locații: Șikloșul - Mare, Șikloșul - Mijlociu și Șikloșul de Sus. În sec XVI, Șikloșul de Jos și Șikloșul de Sus, sunt mai multe sate pe valea pârâului Șikloș, situate lângă localitatea Drauț. Numelei pârâului este păstrat și azi (Șicluș). În 1406 -1409, aceste sate aparțineau de castelul Egregy. În anul 1519, Șikloșul de Jos și Șikloșul Lutos  erau în proprietatea familiei Massay. În anul 1533 localitățiile sunt menționate în posesis lui Massay Francis și Benedict, între care acestea s-au împărțit de către județul Zărand la porunca regelui Ioan în anul 1532. În anul 1561, în Șikloșul de Jos și Șikloșul de Sus, aveau câte o poartă, Szantay și alta Massay.  
Tot Marki Șandor mai amintește de un sat cu numele Miklósfalva (Myklosfalwa), așazat în partea nordică, la poalele vârfului Highișului.  
Márki Sándor: Aradvármegye és Arad szabad királyi város monographiája: köt. 1.-2. rész ; Aradvármegye és Arad szabad királyi város története, pag. 241 
"Miklósfalva (Myklosfalwa, pag. 241) -a Hegyes éjszaki lejtőjén feküdhetett. 1464. a Báthoryak kapták; 1475. külön vajdája volt."
Miklósfalva (Myklosfalwa) - se află, la poalele nordice a masivului Highiș. În anul 1464 satul se afla în posesia familiei Bathori. În 1475, aici este amintit voevodul Vaida. 
În anul 1645 printr-un document (donație), văduva lui Istvan Petnehazi, deorece nu au avut urmași, cu edict de la voievodul Rakoczi Gyorgy I, lasă moștenire diverșilor, cum urmează:  
Dr. Karácsony János: A Békésvármegyei Régészeti és Mivelődéstörténelmi Társulat Évkönyve, paginile 68, 69. Fragment tradus:  
"Din această moștenire, în anul 1647 urmași își înpart astfel bunurile: Ugray Judith, Ravaszdy Andrásné, Ugray Borbála, Bagossy Istvánné, Vér Andrásné, Ugray János și László, iar mai târziu fiul Ugray Gergely (astfel fiicele sale vor moștenii terenuri în Zarand și Bihor). În posesia lui Ugray Klara ajung în zona județului Zarand următoarele sate: Comloș, Cherechiu, Agriș, Șiklóși, Draucz, etc (pag. 68,69)…"
Așa după cum arată acest document, până în anul 1647 pe actualul teritoriu a satului Drauț se aflau mai multe locații. În anul 1647 încă erau menționate cel puțin două locații, care erau situate pe cele două văi: valea de Drauț și valea de Șicluș, și purtau numele văilor pe care erau așezate. Forma actuală a localități, adică alipirea celor două localități, Drauț și Șicluș, s-a făcut după anul 1647, formând astfel localitatea Drauț de astăzi.  
Făcând o comparație între hărțile vechi din cadrul primelor ridicări topografice făcute de Imperiul Habsburgic, se poate vedea destul de clar o diferență între configurarea localității Drauț, înainte și după anul 1800. Motivul este acela că pentru localitatea Drauț a fost pus în aplicare setul de reguli urbanistice adoptat la 11 ianuarie 1772 în Imperiul Habsburgic (Impopulationis Haupt-Instrucțion), prin care toate localitățile trebuiau sistematizate după criterii economice și edilitare. În baza acestor reguli multe sate au suferit reconfigurări, reconstruiri și chiar strămutări. Satele mici și răsfirate au fost comasate. Casele au fost ordonate la linie și dispuse direct la drum, iar gospodăriile dispuneau fiecare de câte un lot aproximativ egal de teren pentru casă și dependințe, denumirea veche – "taleci". Străzile au luat o altă configurare atât ca formă cât și ca mod de intersectare. Străzile satului nu se încalecă la întâmplare, ci pornesc la distanțe egale și perpendiculare de pe o stradă principală, pe la mijlocul căreia se află întotdeauna biserica, școala și primăria, astfel privite de sus casele sunt ordonate de-a lungul străzilor și totul pare un mozaic de paralelograme având ca pivot central biserica.

### Drauț, conscripțiile vremii
În anul 1647, erau cel puțin două locații situate pe cele două văi: Valea de Drauț și Valea de Șicluș, satele purtând numele văilor pe care sunt așezate. Alipirea celor două localități, Drauț și Șicluș, se face după anul 1647, formând astfel localitatea Drauț. În anul 1647 apar cele două sate - Drauczi (két jobbágy- doi iobagi), Siklósi (két jobbágy- doi iobagi).  
În anul 1715 are loc prima conscripție (recensământ), pentru a se vedea situația posesorilor de pământ și averile acestora, la schimbarea dominației - sfârșitul dominației otomane și începutul dominației habsburgice. Conscripția din 1715 prezintă – 11 familii. Pentru un total de 11 familii, avem o suprafață cultivată de 72,5 măsuri de pojon și 21 fânețe exprimate în zile de coasă.  
Nemulțumirea față de recensământul din anul 1715, a determinat autoritățile să facă un nou recensământ. Acest lucru a avut loc în anul 1720. La recensământul din 1720 avem – 15 familii, suprafața cultivată este de 118 arături în cubuli de pojon și 27 fânețe. Conscripția din 1721 – 24 familii; conscripția din 1742 – 31 familii; iar în anul 1755 – 58 familii. O statistică a eparhiei Aradului din anul 1755 arată pentru localitatea Drauț următoarele date: parohia Drauț aparține de protopopiatul Vilagoșului (Șiriei). Localitatea Drauț, avea un număr de 58 case;  biserică din lemn slabă, cu hramul Sfântul Mucenic Gheorghe. Biserica a fost sfințită în anul 1729. Preoți ai acestei biserici au fost amintiți, Ion și Ioan însurați.  
Se observă faptul că numărul locuitorilor din localitatea Drauț crește simțitor după anul 1750. La conscripția din anul 1767  avem – 114 familii; iar în aceea din anul 1772 – 132 familii. În conscripția din anul 1785 – 183 familii și în anul 1818 – 205 familii, din care, 143 de iobagi și 62 de jeleri.  
În anul 1851, conform scrierilor maghiare (Magyarország geographiai szótára: mellyben minden város, falu. Volumele 1-2, de Elek Fényes, Budapesta 1851), în localitate erau – 1333 locuitori: "Drauț - sat românesc în comitatul Arad, la mai puțin de două ore, spre est de Măderat, în zonă muntoasă. Sunt 40 catolici, 1283 ortodocși de rit vechi, cu biserică și 10 evrei. Hotarul este de 7109 iugări compus din: 1878 arătură, 645 luncă, 127 viță de vie, 1060 pășune, 175 intravilan, 3224 pădure. Solul galben lutos, recolte mici, are un pârâu și un izvor de apă tămăduitoare după unii, numit „Fördö”, mai are 2 iugăre de pădure de brazi. Aici se află proprietatea văduvei lui Daniel Odon și fiii ei, au o casă frumoasă cu o capelă romano-catolică". În anul 1869, se face un recensământ de unde avem pentru localitatea Drauț, următoarea statistică –1676 locuitori; 255 case; 1614 ortodoxi, 42 catolici, 11 evrei. 9 altele. Biserica ortodoxă. Anul 1880 – 1611 locuitori; anul 1900 – 2075 locuitori.  
În anul 1910, în urma unui nou recensământ, localitatea Drauț ajunge la numărul record de – 2179 locuitori: 1068 bărbați și 1111 femei. După vârstră: sub 6 ani; 302, 6-11 ani; 303, 12-14 ani; 180, 15-19 ani; 213, 20-39 ani; 587, 40-59 ani; 426, peste 60 ani;120.(vezi: Traian Rotariu, Maria Semeniuc, Elemer Mezei. Mișcarea naturală a populației între 1901-1910: Evenimente demografice, Presa Universitară Clujeană, 2005, pag.90.)
În 1920 (Anuarul "Socec" al României-Mari - București: Editura "Socec & Co.") prezintă un număr de – 2000 locuitori. "Drauț comuna rurală. Plasa Tîrnova. Resedința Secretariatului cercual Drauț, locuitori 2000, 10 km până la gară Tîrnova. Primar - Baltă Gheorghe, notar - Popa Aurel, învățători - Crainic Gheorghe și Iuliu Molnar, preot paroh - Pop Meletie." 
Drauț anul 1941: 504 case, în anul 1930 erau 1952 locuitori iar în 1941 numărul lor scade la 1851 locuitori stabili. La recensământul din anul 1955 sunt – 1869 locuitori, 696 familii compuse din: 847 bărbați și 964 femei, din care, 1751 români, 26 maghiari, 2 germani, 82 alte naționalități. Aceștia dispuneau de 3089 ha, din care: 101 ha construcții, curți drumuri, 465 case, 1031 ha arabil, 1066 ha păduri, 138 ha livezi și vii, 79 ha fânețe naturale, 377 ha pășuni.
În anul 1972, numărul locuitorilor scade mult ajungând la – 1569 locuitori.  

### Parohia Ortodoxă Drauț
Chiar dacă diploma în care este menționată pentru prima dată localitatea Drauț, anume anul 1406, amintește în această zonă de sate cu denumiri precum: Papfalva, Dombpapfalva, care traduse din maghiară înseamnă; Satu-popii, respectiv Dâmbul-popii, mă face să cred că în zonă exista o biserică foarte veche. Tot aici, este menționată și locația cu numele Feyereghaza sau Fejéregyhaz, denumire care în limba maghiară însemnă; Biserica lui Feyer. Acest sat se află localizat tot în această zonă, dar nu se cunoaște locația precisă.  
Datele despre începuturile parohiei din Drauț sunt însă, mai mult decât lacunare. În ceea ce privește, argumente mai precise referitore la parohia din Drauț (AN Arad, Fond Parohia Ortodoxă Română din Drauț D. 9, fila 73), se pare că în Drauț exista o biserică ortodoxă în anul 1668. 
Prima biserică ortodoxă menționată însă în documentele vremii, este biserica din lemn din anul 1729 - (Foaia  diacezană, Caransebeș, 01-martie-1909, numărul 9, pag. 3,4), în care se prezintă o statistică a eparhiei Aradului din anul 1755, în care pentru satul Drauț apar următoarele date: Drauț, aparține de Protopopiatul Șiria, cu un număr de 58 de case, biserică din lemn slabă, care a fost sfințită în anul 1729 și care are hramul Sfântul Mucenic Gheorghe. Preoți care au slujit la această biserică sunt amintiți aici, Ioan și Ioan, însurați.
Preotul Dr. Pavel Vesa, în lucrarea sa Episcopia Aradului: istorie, cultură, mentalități, 1701-1918, pag. 607, se referă la parohia din Drauț și spune că, în anul 1729 este sfințită biserica de lemn cu hramul Sfântul Mucenic Gheorghe, dar care la mijlocul secolului al XVIII-lea ajunge într-o stare de ruină, motiv pentru care credincioșii au hotăt să ridice un alt lăcaș de cult. Această nouă biserică, tot din lemn, cu hramul celei vechi este sfințită la data de 12 februarie 1764 de episcopul Sinesie Jivanovici. Biserica era mai încăpătoare, având 8 stânjeni lungime și 3 lățime. La această biserică au slujit următorii preoți, (am folosit date din  Registrele de stare civilă a B.O.R Drauț, 1779-1970)): Ioan Popovici (1782), Pavel Popovici (1767), Petru Popovici (1767-1811), Zaharia Popovici (1790-1807), Ioan Popovici (1806-1869), Toader Popovici (1810-1814), Toader Cosma (1814-1817),  Teodor Popovici (1836-1870), Gheorghe Rațiu (1870-1887) și  Meletie Pop (1888-1938).  
În anul 1897 s-a construit actuala biserică din Drauț, aproximativ pe același loc unde a fost biserica veche, dar aceasta este mult mai încăpătoare și a fost construită din cărămidă. Biserica poartă același hram Sfântul Mare Mucenic Gheorghe și a fost sfințită în data de 21 septembrie 1897. Iată acest eveniment prezentat în periodicul arădean Biserica și Școala din acea vreme.  
Ziarul „Biserica și Școala” foaie săptămânală de Arad din data de 28 septembrie;10 octombrie Anul 1897 Nr. 39
„Despre actul sfințirii bisericii din Drauț se comunică următoarele: Comuna Drauț din protopopiatul Șiriei, a avut - Duminecă în 21 septembrie 1897 - o sărbătoare frumosă. În această zi s-a sfințit noua biserică gr. or. clădită pe locul celei vechi, care era mică și de tot ruinată, clădită din lemn, după cum se susține, prima biserica a fost între anii (1660—1670).  
De mult s-a simțit lipsa acestei biserici, dar multele pedeci au oprit realizarea dorinței sătenilor. Abia în anul trecut (1896) le-au succes a aduna capitalul necesar și a se apuca de zidirea ei, iar în anul acesta au finit-o, mai rămănând pe viitor pictura și iconelor sfinte.  
Sfințirea s-a înfăptuit prin părintele protopop tractual George Popoviciu, ca locțiitor al P. S. Sale D-nul Episcop fiind asistat de părintele Constantin Gurban, protopop al Butenilor, și de preoții Constantin Popoviciu din Comlos, loan Morariu din Măderat, Manasie Popescu din Arăneag, loan Morariu din Târnova, Meletie Pap din Drauț și Romul Motorca din Agriș. Răspunsurile, atât la sfințirea apei, cât și la sfânta liturghie, le-au cântat corurile plugarilor din Agriș și Măderat. La finea serviciului divin, părintele protopop tractual a dat o vorbire frumosă prin care îndemnă pe credincioși sa țină cu tărie la biserica și credința străbună și, mai departe sa se jertfească, pentru ea, căci D-zău le va răsplăti înzeciit. A mulțămit în numele poporațiunii părintele Meletie Pap, care necruțând osteneala și jertfa sa luptând neobosit pentru zidirea sfintei case dumnezeesci.  
La urmă a cetit numele donatorilor, care au ajutat sfânta biserică și anume; Prea S. Sa Dl Episcop loan Mețian, între alte daruri și un autimis frumos, d-na văd.Terezia Patrubany, născută Daniel un clopot în valoare de 100 fl. Proprietarii: Daniel Gergely, văd. Daniel Regina și văd. Teresia Patrubany un clopot în valoare de 280 fl. Vicol L. o cruce pe prestol și un potir în valoare de 180 fl. D-na văd. Ana Popovici născută Vicol, o cădelniță și tamâerniță în preț de 70 fl. Mussai Ghéza notar comunal o candelă cu 25 fl. Wolf Adolf 2 candele în preț de 18 fl. D-ra Margareta Vicol un val de tetrapod, Ana Sîrb, Ana Cristea, Teodora Bulzan, Ana Stepan și Mariuța Jula 3 văluri pentru prestol. Cecilia și Sarolta Schwartz o zaveză și 1 decor pe prestol. Okros Karoly și soția un val pentru proscomidieri. Antonia si Elisabeta Bethring și Ana Saller 4 icoane.  
Acestora încă li sa mulțămit, dorinduli-se viață îndelungata.  
La prânzul comunei dat de comitetul paroch. a luat parte mai tot poporul adunat. Plugarii- sătenii și strainii, în jurul bisericii, coriștii în curtea parochială, iar altii în cortul anume făcut pentru ocasiune în curtea părintelui Pop.  
În decursul prânzului s-au ridicat mai multe toasturi și anume: Dl protop. G. Popovici a toastat pentru Prea S. Sa Dl Episcop loan Mețian. dl prot. C. Gurban pentru șeful tractului, părintele Costantin Popovici dela Comloș pentru comuna și conducătorii ei. Dl Ioan Morariu pentru donatorii sfintei biserici. Dl Manasie Popescu pentru conducătorii poporului în genere, socotiți și cei afară din Drauț, între cari socotește și pe veteranul părinte Constantin Popoviciu. Dl. protop. al Siriei, pentru părintele C. Gurban. Dl Const. Popoviciu, pentru cântăreți respectiv corurile cari au rădicat festivitatea. Romul Popoviciu înv. în Seleuș, pentru comitetul parohial și la urmă păr. Meletie Pap în numele comitetului parohial și al comunei mulțămesce tuturora, pentru participare și ostenelă.  
Apoi au urmat joc. Toți erau îndestulați, îndepărtându-se fie-care cu inpresiunile plăcute, ce și le-au căștigat.  
Măderat, 23 septemvre 1897. Petru Vancu.”
Bisericii noi i s-au adus daruri, acest lucru apare în lucrarea - Administrație româneascã arãdeanã Studii și comunicãri din Banat – Crișana Volumul IX Arad – 2014, în subcapitolul; Dãruiri de clopote parohiilor ortodoxe române din Episcopia Aradului pag 381, Diac. dr. Gheorghe Hodrea, pag 384, 397  
“În anul 1897, Pentru nou edificata biserică din Drauț au dăruit Danielne Teresia Patrubani, Regina Daniel și Dl Grigorie Daniel un clopot în preț de 200 fl;Teresia Patrubani un alt clopot în preț de 100 fl.”
’’Alături de credincioși în actul dăruirii de clopote s-au înscris și autoritățile, precum și asociațiile locale din parohii.  
Parohiei Drauț, pe lângă un clopot dăruit, de 95 kg., din aliaj bronz cu următoarea inscripție: „Adnotare: Emlekul Daniel Odon es Lengyel Anna, orokosey, Drautz 1882 Marcius 19”. În traducere – «În amintirea lui Daniel Odon și Lengyel Anna, donație, Drauț 1882 Martie 19»” i-a fost dăruit și un clopot din aliaj alamă și bronz, culoare cenușie,110/80 cm. dimensiune, greutate 300 kg., donat Sf. biserici de Composesoratul Urbarial din comuna Drauț 1933. Vărsat de J. Biszak din Ghioroc”.

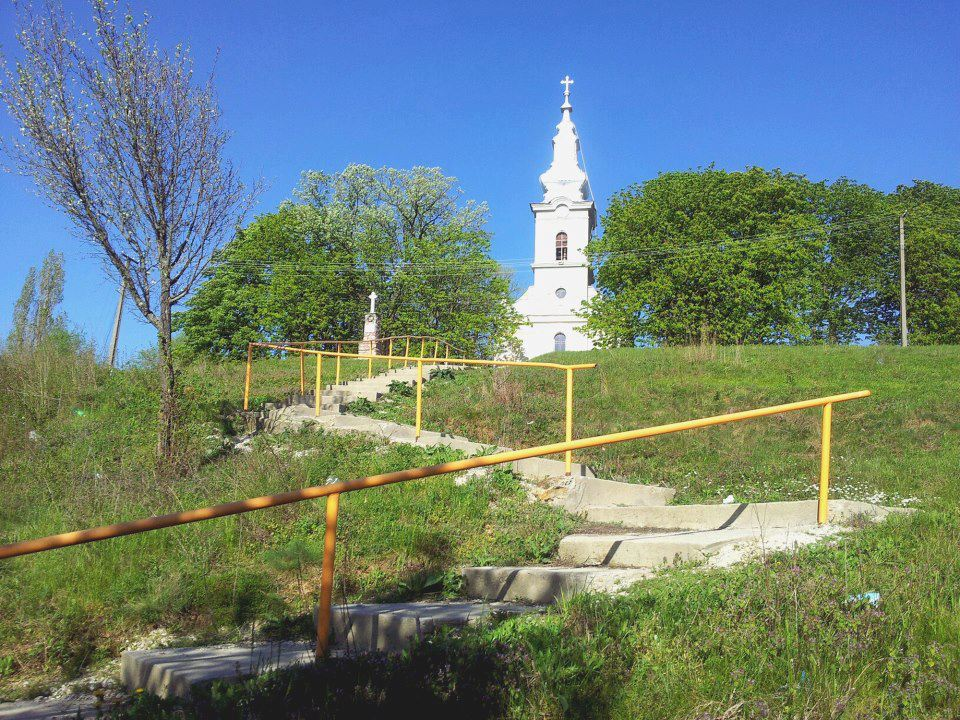
BISERICA ORTODOXĂ DRAUT: https://www.facebook.com/photo.php?fbid=365901273539709&set=oa.709575019069209&type=3&theater&ifg=1

Preotul Meletie Pop a fost unul din cei mai importanți preoți ai parohiei, a fost un preot activ. A zidit biserica din Drauț, în 1897 și a renovat-o în 1927, când a înzestrat-o cu un iconostas nou. Tot lui i-se datorește zidirea fostei școli confesionale din Drauț, împrejmuirea sfintei biserici cu gard de piatră și înzestrarea ei cu clopote noi, și tot prin străduința lui s-a zidit școala nouă de stat din localitate, pe un intravilan al parohiei. Preotul Melentie Pop a fost originar din Nimoești județul Bibor, fiu al preotului Moise Pop din această comună. A păstorit parohia Drauț timp de 50 ani (1888—1938) până la pensionare, după care și ceilalți 10 ani ai vieții și i-a petrecut în mijlocul enoriașilor săi.  
După pensionarea sa a urmat preotul Constantin Ungureanu (1938 -1953), un alt preot important al acestei parohii.  
Învățământul teologic de la Arad (1822 – 1948), Pavel Vesa, Deva, 2013, p. 273, 274.
„Născut în 4 iunie 1904 la Belotinț (județul Arad), din părinții Victor și Aurelia Ungureanu. După absolvirea școlii primare în satul natal, apoi a cursurilor gimnaziale, a urmat Academia Teologică din Arad (1929-1933). În primăvara anului următor, la 23 aprilie 1934, a fost hirotonit preot pentru patohia Zărand, unde a activat până în anul 1938, după care, pâna în 1953, în parohia Drauț, când a fost arestat fiind acuzat, că în repetate rânduri “a avut manifestări dușmănoase la adresa regimului” comunist. A fost condamnat la un an și două luni închisoare corecțională.”
De fapt motivul arestării sale a fost următorul:  
În ziua de 7 martie 1953, în timp ce se afla la cooperativa din localitate, preotul Ungureanu a exclamat: „Nu merită să se tragă clopotele în biserică, pentru tovarășul Stalin, fiindcă a fost păgân și că lui nu i-a trebuit Biserică și Dumnezeu”.
Horia Ungureanu este fiul dumnealui și al Victoriei (născută Crâsnic), unul dintre cei mai cunoscuți scriitori din Arad. Este primul care prezintă într-o scriere, localitatea Drauț, sub numele de Ridiș, în lucrarea sa, Ochiul zilei de ieri. În interviul acestuia:  
Dialoguri deschise cu scriitorul Horia Ungureanu: „O să mai scriu cât mi-o ține Dumnezeu mintea limpede”, apărut în Glasul Aradului 18.08.2014. Interviu luat de Petre Don.
Horia Ungureanu  spune: „Scena pe care se derulează majoritatea subiectelor cărților mele de proză, pe care evoluează personajele lor, este satul Drauț. Da, Ridișul este Drauțul copilăriei mele. Aici mi-am petrecut primii ani de viață, umblând desculț de prin aprilie până în octombrie, rătăcind pe pantele Highișului sau ascultând poveștile terifiante (cu strigoi și moroi) ale lui baci Nache, crâsnicul bisericii, pe care ni le spunea seara, strânși înfricoșați în jurul său, sub salcâmul bătrân din Dealul Bisericii.”
Au urmat, după preotul Constantin Ungureanu următorii preoți care au slujit în parohia Drauț: Mihai Botez (1953-1954), Simion Buda (1955-1972), Pavel Ioan (1973-1976), Teodor Feier {1977-2019), și în prezent parohia Drauț este condusă de preotul Tudor Robert.  
Instalare de preot în parohia Drauț, 04/02/2019, Iustin Popovici.  
„La data de 3 februarie 2019, a fost o zi de însemnătate pentru credincioșii parohiei Drauț, protopopiatul Ineu, datorită faptului că a fost instalat noul preot paroh, părintele Tudor Robert. Părinte Protopop Zaha Adrian, alături de un numeros sobor de preoți a săvârșit slujba Vecerniei, slujba fiind înfrumusețată nu doar de cântările frumoase ale grupului psaltic Sfântul Ioan Damaschin, ci și de numărul mare al credincioșilor veniți din parohia Drauț, din parohia Mândruloc, parohie în care noul preot paroh a fost cântăreț, dar și din alte parohii învecinate. La finalul slujbei, cu binecuvântarea și din încredințarea Înalt Preasfințitului Părinte Timotei, Arhiepiscop al Aradului, părintele Zaha Adrian, Protopopul Ineului, a oficiat instalarea tânărului preot, ca paroh al acestei parohii. Acesta i-a înmânat noului preot Sfânta Evanghelie, Sfânta Cruce și cheia bisericii, evidențiind simbolismul și însemnătatea acestora pentru misiunea și slujirea preoțească la care a fost chemat. De asemenea, părintele protopop a adus mulțumiri și părintelui Feier Teodor, cel care timp de 42 de ani a păstorit parohia Drauț”.

### Istoricul școlii
Legea „Regulile directive pentru îmbunătățirea învățământului în școlile elementare sau triviale sârbești și românești, neunite” a fost aprobată de Maria Tereza în 1774. Aceasta lege cuprindea 52 de articole grupate pe mai multe domenii, privind: clădirile școlare, învățătorii, conținutul și metodele de predare, frecvența școlară, fondurile școlare, etc.  
Răscoala lui Horia, a scos la lumină dezastrul în care se afla pătura de jos a societății, o înapoiere culturală foarte dureroasă. După înăbușirea răscoalei, apare tendința salutară de a înființa școli în zonele locuite de români.  
În 26 martie 1789 prezidentul cancelariei aulice ungare, contele Carol Zichy, împreună cu secretarul bar. Iosif  Podmaniczky, înaintează monarhului spre aprobare contractele a 48 de comune din comitatul Aradului pentru înființarea școalelor românești neunite, printre acestea se afla și comuna Drauț. Astfel activitatea școlară s-a constituit în Drauț, la începutul anului 1789. Școala sătească, dintr-o institutie modestă la început, a devenit un important factor cultural local, chiar și în viața adulților. Aceștia erau prezenți în școală la diverse festivități. 
La data de 6 mai 1789 a fost aprobat contractul primului invățător, Nicolae Claici, școala fiind frecventată atunci, de un număr mic de elevi. În anul 1791, dascălul avea  un salar de 50 fl. și bunuri în natură, care constau in 20 măji (2000kg) de grâu, 20 măji porumb, fân, carne, lemne, sare, lumânări și un porc. Un nou contract se încheie în anul 1797 cu învățătorul Zaharia Popovici fără modificarea majoră a primului. Numarul elevilor, 7 în anul 1811, se menține scăzut. Zaharia Popovici (Pop), se bucura de bune aprecieri din partea autorităților școlare și era un om iubit atât de oamenii din sat cât și de elevii care frecventau școala. În anul 1819, se încheie un nou contract, a fost angajat  învățătorul Nenadus Stefanovici care vorbea limbile română și sârbă. Mai târziu în anul 1842, numărul elevilor care frecventau școala a ajuns la 12, instituția fiind susținută de 963, locuitori ortodoxi. Școala, condusă de învățătorul I. Galea, funcționa într-un local corespunzător, motiv pentru care în anul școlar 1844-1845, a obținut progrese în activitatea sa. Numărul copiilor care frecventau școala a crescut la 32 copii.
Prima cladire a școlii confesionale românești, a fost construită în 1860 pe un loc, (număr vechi de casă 93), aflat între valea Highișului și pârâul Mogoș. Clădirea școlii a fost construită așa cum era prevăzut în legile de urbanizare și legile școlare (undeva în centrul localității). Dascălul Traian Debeleac prezintă în manuscrisul său date referitoare la clădirea școlii, care se compunea dintr-o singură sală de clasă, pentru 60-70 elevi, nepodită (cu pământ pe jos), puțin luminoasă și slab încălzită. Conscripția din 1863, a descris-o ca necorespunzătoare, slab dotată și fără fond școlar. Abia dupa 30 de ani, s-a montat dușumeaua din scanduri și s-au construit cateva anexe, pentru a fi folosite ca locuință pentru învățător: camere, bucătărie, camară de alimente si un grajd în curte.  
Primul învățător a fost, Ioan Colțău, originar din Mândruloc, care a funcționat aici, pană în 1881. Elevii erau împărțiți în doua clase: analfabeții și cei care cunosteau literele. Printre elevii săi sunt amintiți: Temie Hara (alu Harău) viitor epitrop al bisericii ortodoxe, Sima Hara a Herțegului ajuns cântăreț de strană (cantor), Sima, Petru și Matei Bocșa –fiii primarului Ioan Bocșa alu Grozav, Vasile și Gherasim Baltă a Juratului și Gherasim Doblea. Ioan Colțău moare în anul 1881. După decesul său s-a anunțat concurs pentru ocuparea postului vacant, la care s-au înscris cinci candidați. După concursul susținut în fața poporenilor (pag. 482), postul de învățător a fost ocupat de Nicolae Debeleac, care avea vârsta de 24 ani.  
Nicolae Debeleac, născut în 1858, la Șiria, din părinți plugari. Studii preparandiale, la Arad în 1880 și examene de limbă maghiară la Deva în 1884. Din 1882, după câștigarea concursului, a funcționat în Drauț. Noul dascăl a fost deosebit de activ. Muncind cu tenacitate, treptat a organizat ciclul de învățământ pentru clasele I-VI, așa cum prevedea dealtfel și programa școlară. S-a ocupat cu aceiași râvnă și de instruirea adulților, prin cursuri de alfabetizare și apropierea de biserică ca și cântăreț de strană la slujbele religioase și înmormântări. A păstrat atât tinerii cât și pe cei care au terminat școala în preajma școlii și a bisericii, aceștia fiind de mare ajutor în aceste activități. Printre aceștia amintim pe: Ghiță Baltă, Teodor Bulzan, Avrămuț Bodea, Ghoerghe Râpa, Vantie Gligor, Gherasim Butaru, Gheorghe Rus, Dimitrie Betea, Gheorghe Stepan, Teodor Popa. Merituos este și faptul că Nicolae Debeleac a îndrumat pentru prima data, câțiva absolvenți ai claselor primare din Drauț, să urmeze școli mai înalte, din centrele urbane. Așa au fost: Matei Bocșa, care absolvind Școala Comercială din Lipova, a devenit notar, Ioan Rațiu, feciorul “Popii”, care a absolvit liceul la Beiuși studii avocațiale, Gheorghe Popa alu Fichiță, după absolvirea Preparandiei Arădene, a revenit în sat ca învățător, Petru Toma alu Mocioc, absolvent de Preparandie și învățător la Seleuș, Gheorghe Ispravnic (Ghiuriță), absolvent de Preparandie și învățător la Șilindia, sau fiul său Traian Debelac, după studii preparandiale la Arad, reântors în sat, pe postul tatălui său după pensionarea acestuia.  
În anul 19oo fiind numărul copiilor de școală prea mare, Autoritatea școlară confesională, Consistorul Diecezan a luat dispoziții să se înființeze încă un post de învățător. Cu începerea anului școlar 1901-1902 la postul al II lea, (pag. 285,286) a fost numit în mod provizoriu tânărul absolvent al Preparandiei din Arad, Adrian Țapoș care a servit ca învățător până la finele anului școlar. În vara anului 1902 Gheorghe Popa alu Fichiță, fiu al satului revine în sat după absolvirea Preparandiei Arădene. După sustinerea concursului din 11 septemvrie 1902 (pag. 251) pentru postul de dascăl, devine titularul celui de al II-lea post de învățător.  
După o muncă istovitoare de unul singur de mai bine de 25 de ani, Nicolae Debeleac se înbolnăvește și nu mai poate activa. În anul 19o5 își cere pensionarea (pag.233). Chiar în anul acesta termină și fiul său Preparandia din Arad, obținând diploma de învățător la etatea de 18 ani și revine în sat  preluând  activitatea tatălui său.  
Conform Anuarului din 1904-1905, în anul 1902 -1903, dascălii care deserveau școala din Drauț erau: Gheorghe Popa (Fichiță), Nicolae Laurean Debeleac. Școala Confesională Drauț se prezentata în felul următor: numărul elevilor-170 copii cu etatea între 6-15 ani, 161 înscriși la școală, 14 au părăsit școala în decursul anului, 3 au răposat, 144 la finele anului. Edificiul școlar se afla în clădire proprie, cu 2 săli de clasă, grădină de legume, clădirea a fost edificată de comuna bisericescă cu ziduri din lemn, acoperită cu șindrilă și se află în stare destul de bună. Sala de învățământ avea lungimea de 8 metri, lățimea 5 metri, înăltimea 2,5 metri. Este prevazută cu 4 ferestre, iar lumina intra de la dreapta și de la stânga. Mobilierul este în stare bună - o masă, un scaun, 13 scăunele. Mai dispune de un vas pentru apă, o tablă neagră și o mașină de compus. Mașina de compus este mai slabă.  
Începuturile școlii de stat în comuna Drauț, primele semne care prevestesc această dorință, apar, în periodicul Tribuna Poporului. Nr.12. Arad, 5/17 iulie 1898, ziar în care apare un articol prin care se arată, că un număr de cetățeni din comuna Drauț, doresc înființarea școlii de stat, îndemnați fiind de reprezentanții statului maghiar în comună. Degeaba a încercat preotul Meletie Pop să zădărnicească planul de construire a școalii de stat în comună, aceasta se realizează totuși în anul 1909. Secretarul ministrului Educației Publice numeste pe Gyula Molnár din Szarvas, dascal calificat în școlile primare publice, dascăl a școlii normale din localitatea Drauț județul Arad (.Békésmegyei Közlöny, 26 septembrie 1909, numărul 77. pag. 5).  
În cursul timpului crescând numărul elevilor în așa măsură că nu-i mai putea cuprinde în sălile de învațamănt pe toți, fiind neîncăpătoare, s-a cerut Comitetului școlar să se edifica o școală nouă cu săli de învatământ spațioase, igienice, care să corespundă numărului de elevi înscriși la școală. Cererea a fost primită cu multă satisfacție și a fost îndeplinită în scurt timp având o ocazie binevenită. Primăria comunei care era în loc nepotrivit pentru săteni, la ordinul autorităților administrative, a fost mutată, iar clădirea veche a cumpărat-o Comitetul școlar pentru școală. Astfel din materialul cumpărat s-a edificat o nouă clădire cu 2 săli mari, spațioase pentru învățat, o locuință pentru învățător cu 3 camere, bucătărie, camară de alimente, rămânând ca școala veche să fie transformată în locuință, pentru celălalt învățător. Școala a fost terminată în anul 1912.  
Din anul 1914 izbucnește Războiul Prim Mondial, învățătorii au fost mobilizați și încorporați la regimentele la care au aparținut, dar în anul 1916 Ministerul de Război a dat ordin că acei membri a corpului didactic, care sunt în interiorul țării și de care este absolută nevoe la școală, comuna respectivă unde funcționează, poate cere de la minister lăsarea lor la vatră. Astfel atât Gheorghe Popa cât și Traian Debeleac se întorc în localitate pentru a continua munca începută alaturi de învățătorul nou venit, Iuliu Molnar, care și după preluarea statului Român a rămas ca învățător de stat în comună, românizându-se cu totul. Deși era cel mai tânăr, avea o fire blândă, de un caracter deschis și sincer astfel că în scurtă vreme a câștigat simpatia tuturor prin purtarea sa exemplară și modestă.
La începutul anului 1918, războiul ia sfîrșit prin infrângerea Germaniei și Austro-Ungariei de către puterile aliate ale Antantei. Revizoratul Școlar din Arad, pe data de 1 septembrie 1919 numește pe învățătorul George Popa, ca director la școală primară de stat din Covăsînț, iar pe Traian Debeleac director la școala din Zărand, acesta din urmă însă a refuzat numirea, și a rămas mai departe la Drauț până la 1 decembrie 1919 când este numit învățător la școala de stat din Șiria.  
După plecarea celor doi învățători, în anul 1923 cele două posturi de dascăli sunt ocupate de Iuliu Molnar și Crainic Gheorghe, iar perioada de după anul 1923, la școala primară de stat din comuna Drauț au mai functionat dascălii: Ioan Popovici, Dimitrie Betea, Ioan Rațiu, Elena Ludușan, Ecaterina Petcovici, Ioan Păcuraru, Teodor Șutea, Ana Șutea (conform arhivelor școlare: cataloage și pontaje).  
În anul 1928 conform, Monitorul Oficial al României. Partea a 2-a, nr. 096, 3 mai 1928 (pag. 53)[nefuncțională]
, se hotărăște construcția localurilor de școli. În localitatea Drauț, se hotărăște, construcția unui loc de școală cu câte două  săli de învățământ și locuință pentru învățător director.  
Dascălul Ioan Păcuraru, este ales director al Școlii Primare de Stat Drauț din anul 1935 și până în 1937 (pag. 21)[nefuncțională]
, când este detașat la Cintei. În Monitotul Oficial - Nr. 169 : Luni 27 Iulie 1937, este prezentat acest transfer. Urmează ca director Teodor Șutea, născut 23 decembrie 1909, acesta termină Școala Normală în anul 1930 și este încadrat în învățământ în anul 1932. Teodor Șutea activează la Drauț din data de 1 septembrie 1936, când se transferă, de la Chereluș-Arad la Drauț, pe postul.II, vezi: Monitotul Oficial - partea I a Nr.214, 14 septembrie 1936.  
Alți dascăli care au deservit Școala de Stat Drauț în perioada 1935-1944, înainte de a se construi sediul  noii școli, au fost: Livia Riviș, Ioan Marincaș, Augustin Talpoș, Elena Talpoș, Livia Frențiu, Neagu Nadeșde, Gheorghe Achim (conform documentelor școlare: cataloage și pontaje).  
În luna aprilie 1938 a venit în comuna Drauți domnul colonel Mihail Dobriceanu (pag. 1) prefectul județului Arad, unde a constatat că localul de școală este necorăspuzător și în fața sătenilor adunați la biserică, a promis ajutor în bani, pentru edificarea noului local de școală. Lucrarea a fost începută imediat, încheindu-se un contract de întreprindere între Comitetul de Construcție a școlii primare de stat din comuna Drauți, reprezentat prin, domnul colonel în rezerva Toma Petru ca președinte, Ioan Valea secretar și membri : Teodor Șutea învatator director, Pop Meletie preot, Ungureanu Constantin preot, Bocșa Saladie primar, plutonier Ghiță Constantin șeful postului de jandarmi Agriș și domnul loan Crișan antreprenor de construții din comuna Șiria.
Datorită evenimentelor politice de după anul 1941 lucrările se întrerup, în anul 1942 erau finalizate și se puteau ține cursuri doar în două săli, celelalte ne fiind finalizate. Abia în anul 1948, pentru edificiul școlii din Drauț, se acordă o subvenție de 120.000 lei din partea Inspectoratului Școlar pentru terminarea acestuia, parțial edificat, pentru dotarea interioară,  montarea burlanelor și amenajarea pivniței. Clădirea se compunea din patru săli de clasă, hol, locuință pentru director (dascali), pivnița, dependințe.
În anul 1938 doar trei elevi s-au prezentat la Tîrnova pentru a susține examenul de absolvire a clasei a VII a: Butar Matei, Butar Pavel și Petcuț Gheorghe. În anul 1952 la Școala Primara de Stat Drauț, erau 6 posturi didactice ale ciclului primar gimnazial. Concluziile unei inspecții aratau printre alte aspecte, faptul că frecvența la clasele V-VII era de doar 50%, vocabularul elevilor foarte redus iar comitetul de parinți nu era constituit.
Dascăli care au deservit Școala Primară de Stat Drauț, în această perioada au fost (conform cataloagelor și statelor de plată din arhiva școlii): 1948: Mocanu Teodor, Bijan Corneliu, Procopie Constantin, Procopie Clemensa, Bijan Aurelia, Sutea Ana, Popa Petru. 1952: Sabau Alexandru, Sabau Elisabeta, Botezatu Gheorghe, Botezatu Silvia, Butariu Octavian, Duma Ioachim, Lupu Leontina, Lupu Stefan, Preda Constantin. 1953: Crasniuc Silviu, Gligor Gheorghe, Gligor Maria, Iancu Florian. Director al Școlii Primare de Stat Drauț – Procopie Constantin.
Dascăli Școala Primară de Stat Drauț, perioada - 1958 – 1970: Coica Ioan, Coica Cornelia, Breazu Ioan, Breazu Elisabeta, Balint Laszlo, Balint Maria, Ienaga Vasile, Belean Chireana, Popa Pavel, Vancu Mircea, Leștaru Ioan, Dumitru Gheorghe, Blidar Teodor, Vug Mirandolina, Haidu Ioan, Kilian Stefan, Kilian Doina, Hexan Petru, Crasniuc Florica, Orădan Zoia (conform cataloagelor și statelor de plată din arhiva școlii).
Doresc la încheiere să prezint un fragment din manuscrisul domnului Traian Debeleac - Istoricul școalei și a vieții culturale din comuna mea natală Drauț. Date și însemnări, oameni și fapte. Director șoolar pensionar Traian Debeleac.
“După o absență de aproape 2o de ani, am venit la Drauț să văd locul unde m-am născut, unde am petrecut copilăria și mi-am început carierea mea de dascăl. Îmi era dor să mă întâlnesc cu consătenii mei de odinioară, foștii elevii ai mei i-am găsit acum bărbați în floarea maturității lor, fiecare la casa lui cu gospodăria și familia lui, iar vârstnicii mei au ajuns să fie bunici. Ce am văzut mi-a umplut inima de bucurie. În locul caselor bătrâne acoperite cu paie și stuf, joase și cu ferestre mici, s-au ridicat case noi, spațioase și igienice. Elementele străine nu mai existau, comuna e curat românească, fiecare gospodar muncește și trăiește liniștit cu familia sa, nivelul de trai s-a ridicat simțitor, nici în casa celui mai modest locuitor, nu se mai mănâncă mălaiul tradițional, care a dispărut cu tatul de pe masa celor săraci.
Am vizitat școala nouă de stat care se află așezată la loc potrivit și are săli de clasă largi, spațioase. Cu colegii nu am dat față, afară de colegul director care deși era în vacanța cea mare, n-a plecat nicăieri în vilegiatură. Stând de vorbă cu dânsul mi-a spus între altele, că e foarte mulțumit cu stilul de viață al locuitorilor, poporul este blând, ascultător, muncește și îi place învățătura. Copii sunt deștepți, vioi și inteligenți. Mulți dintre ei după ce termină clasele primare, merg la alte școli superioare dedicându-se diferitelor categorii de profesiuni. Peste tot am fost mulțumit cu cele văzute și auzite — un lucru m-a mâhnit oarecum în suflet și anume locul unde au fost școlile confesionale a rămas pustiu, lăsat în paragină, nici urmă că aici a fost cândva, loc de lumină și învățătură.”

### Administrația locală
La începutul Evului Mediu teritoriul românesc era organizat în obști sătești, care erau conduse de juzi sau cnezi și un Sfat al oamenilor buni și bătrâni.
Numele Jude, vine de la latinescul judex, care însemna judecător, acesta având rolul, alături de Sfatul bătrânilor să judece unele litigii ce apăreau în cadrul obștii. La începutul secolului al XVII-lea, la conducerea satelor se aflau juzii, ajutați de un număr de jurați. Aceștia se alegeau anual, de către obștea satului.
Instituția judelui sătesc în Principatul Transilvaniei, Livia Magina, pag. 245 specifică:
“De natură economică sau doar reprezentativă, atribuția judelui de a reprezenta comunitatea în cazul conscrierilor este deosebit de evidentă în special în secolul al XVIII-lea. Atât în cazul primelor conscripții habsburgice, cât și la cele din a doua jumătate a secolului, juzii, și alături de ei, jurații și bătrânii satului, în prezența stăpânului sau a dregătorului său, răspund în fața deputaților conscriptori la chestiunile supuse atenției de urbarii.”
Un exemplu elocvent pentru localitatea Drauț, este Conscripția din anul 1767, în care sunt prezentați conducătorii obștii sătești: Jude Bulzan Ioan. Jurați: Tabeș Lazăr, Piț Todor, Giorgiță Toager și Bulzan Mitru. În conscripția din anul 1772, sunt prezentați, Jude: Borza Toma, Bulzan Vesalie și Iosip Toger. Jurați: Tabeș Lazăr, Curetean Petru și Piț Todor.
În secolul al XIX-lea juzii și biraiele (primarii), erau în fruntea obștilor sătești. Aceștia aveau ca atribuții de serviciu supravegherea ordinii publice, adunarea impozitelor de valori mici, prezentau martorii și jurații în fața instanței de judecatã, se îngrijeau de lucrările de întreținere a drumurilor, fântânilor și alte bunuri comune din sat. Juzii și primarii (birãii) erau ajutați în lucrãrile lor de persoane cu pregãtire de specialitate adicã de notari și de jurați. Jurații se ocupau cu estimarea pagubelor de câmp, lucrând în comisie de cel puțin trei membri, se interesau de buna gospodãrire a comunei și fãceau controlul prestației locuitorilor. Unul dintre aceștia încasa impozitele. Șeful administrației în obște era notarul, care era singura persoană cu activitate permanentă la nivelul administrației obștii. El încasa impozite sau controla strângerea acestora. Ținea în evidență cadastrul funciar, era ofițer de stare civilă și întocmea acte de tot felul pentru locuitorii comunei (M. Guțan, 2003). 
Pânã în anul 1919 primãria a fost condusa de catre "antistia comunalã" formatã din primar, notar, ajutorul de primar și de notar precum și din cei patru jurați. Organul executiv era format din ajutorul de primar și ajutorul de notar și cei patru jurați, iar organul de deliberare era "Consiliul comunal" compus din 10 consilieri aleși de catre locuitorii comunnei, presedintele consiliului fiind primarul.
Primăria Drauț: în timpurile străvechi, în perioada iobăgiei, oameni săraci nu puteau fi în fruntea obștii, Pentru a fi în fruntea obștii trebuia să ai pământ, astfel erau aleși cei avuți, cei care aveau pământ (mai mult de opt iugări de pământ).
După Revoluția din 1848, comuna a fost condusă de către "antistia comunalã" care era formată din primar, ajutor de primar, notar și jurați. Aceștea judecau neînțelegerile dintre locuitorii satului. Birăul, denumirea primarul de mai târziu era ales din rândul celor mai bogați din sat, până în anul 1918. După 1918, primarul fiind susținut oarecum și politic, și cum guvernele se schimbau frecvent și aceștia se schimbau la fel.
Cum fiecare localitate își avea organizarea sa administrativă. mulți ani primăria era o gospodărie în toată regula, iar primarul era primul gospodar al satului. Astfel, aici erau grajdurile pentru animalele de reproducere, primăria avea pământul ei, pentru că trebuiau asigurate furaje și mâncare pentru toate animalele. Aici erau “caii și hinceul cu care birău se deplasa prin sat”, aici erau „harmasarii, bicii și verii de prasâlă”.
Un lucru deosebit și interesant era modul în care se transmiteau informațiile. Toate informațiile de la primărie către locuitorii din sat le ducea dubașul care bătea duba în fiecare colț de uliță, se oprea în gura uliții și începea: “se aduce la cunoștință locuitorilor....”
Primarul nu era retribuit, funcția fiind una onorifică până în anul 1946. Notarul era angajat al primăriei, și era retribuit conform legii. Mulți ani primăria a purtat numele de Sfatul Popular.
Până în anul 1912 primăria din Drauț, se afla în locul situat între valea de Șicluș și dealul Iegariei (la Țălu, lângă fântâna de la Agrigenuțu, numele cunoscut de locuitorii din sat). Deoarece locul nu mai era potrivit ca așezare, construcțiile s-au demolat, materialul rezultat a fost cumpărat de Comitetul școlar din Drauț și folosit la edificarea unor clădiri pentru școală, iar pentru sediul primăriei a fost construit alt edificiu – clădirea care există și astăzi situată lângă podul peste valea de Drauț (podul de la Primărie).

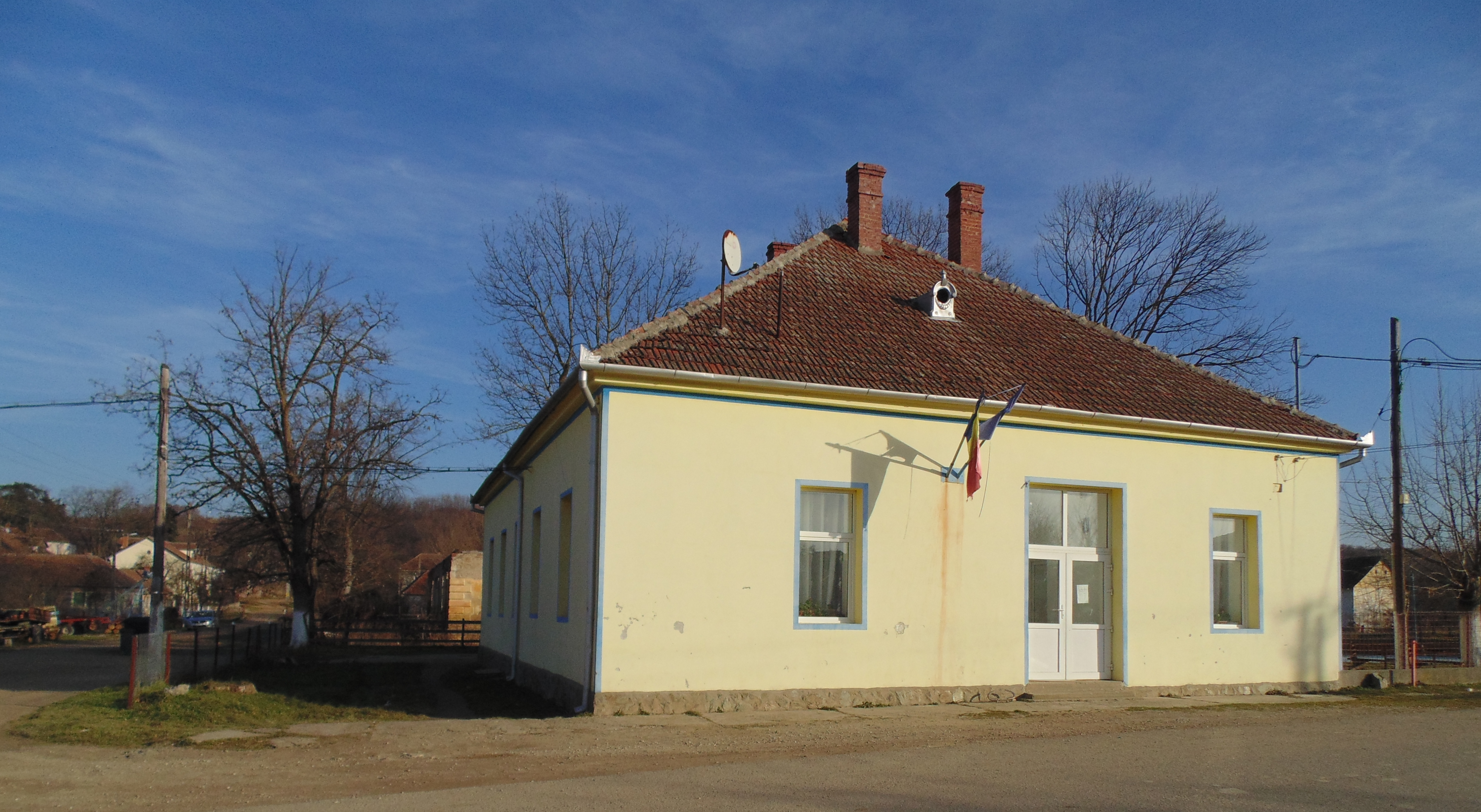
CLĂDIREA FOSTEI PRIMĂRII DIN DRAUȚ:

Între anii 1895 – 1968, pot aminti numele unor primari ai comunei, menționați în documentele vechi: 1895, Ioan Bocșa , în ziarul Foaia Poporului, Nr. 35. Sibiu, duminică, 27 august (8 septembrie) 1895, același nume, Ioan Bocșa (alu Grozav), este menționat și în manuscrisul dascălului Traian Debeleac, referindu-se la perioada 1900-1919.  După anul 1920 apare menționat în Anuarul "Socec" al României-Mari - București: Editura "Socec & Co." numele unui alt primar al comunei, Gheorghe (Ghiță) Baltă (locuitorii din Drauț, îl știu mai bine după poreclă, Gița Juratului). Acesta este  primar în comună până în anul 1930, când este ales noul primar, Temie Stepan, președintele organizației Liga Apărării Naționale Creștine. Alegerea primarului Temie Stepan, este făcută publică de foaia Ligii Apărării Naționale Creștine - Apărarea Națională, Nr.11, Arad, 16 martie 1930. 
În anul 1938, primar al comunei era Salgie Bocșa,  în acest an, s-a început edificarea unei clădiri noi pentru școala din comună, o clădire modernă și spațioasă, dar care datorită evenimentelor de la începutul anilor 1940, nu va fi finalizată decât la sfârșitul anului 1948. Primarul Salagie Bocșa  apare ca membru al Comisiei de construcție a acestei școli.
În anul 1943, comuna rurală Arăneag se contopește cu comuna rurală Drauț, spre a forma împreună o singură comună rurală cu denumirea de Drauț și cu resedința în satul Drauț. Acest lucru este prezentat în Monitorul Oficial al României (Partea I), Nr.102 , 4 mai 1943, pag.17.[nefuncțională]

Începând cu anul 1945, spre sfârșitul războiului, situația administrativă locală în comuna Drauț, este prezentată de domnul Horia Truță în lucrarea Căsoaia și împrejurimile - insemnari monografice, autori: Horia Truta, Aurel Ardelean, Ioan Don, în felul următor pentru Drauț: 1869 locuitori, primar Ioan Marinescu, urmat Rad Onuț, cu notariat în comuna Drauț, condus de Axente Sirbu.Lupta politică pentru obținerea puterii, primește în această perioadă forme deosebit de violente, în anul 1946, Ion Marinescu (a lui Bogda), primarul comunei, a fost  revocat și înlocuit cu Onuțiu Rad (zis Nuțu Ciucii). În timpul primarului Rad Onuț, s-au făcut fântânile sătești. Nici acest primar nu rămâne în funcție prea mult, fiind schimbat cu Ioan Bogdan (zis Valer), care la rândul său va fi revocat și schimbat la sfârșitul lui decembrie 1948 cu Pavel Cismaș (zis Liuca lui Homan).
Din anul 1954 este ales primar în comuna Drauț, Petru Bulzan, din Arăneag. În timpul mandatului său s-a făcut electrificarea comunei, dar neînțelegerile și orgoliile au continuat, și au făcut să se ajungă în tribunal. Primarul Petru Bulzan, a renunțat la funcția de primar, aceasta fiind preluată de, Baciș Ioan tot din Arăneag (informații primite de la fiul fostului primar Petru Bulzan, Petru Bulzan). Baciș Ioan a fost ultimul primar al comunei, din anul 1961 până în 1968, când Drauțul nu mai este comună și intră în componența comunei Tîrnova împreună cu  localitățile: Tîrnova, Agrișul Mare, Arăneag, Dud și Chier, conform Hotărârii nr. 1.105 din  27 mai 1968, hotărâre pentru delimitarea administrativ-teritorială a municipiilor, orașelor și  comunelor din județul Arad, apare în ziarul Flacăra Roșie. Numărul 7386, miercuri 29 mai 1968.

### Mișcări sociale
Odată cu intrarea Transilvaniei sub stăpânirea austriacă, se petrec unele schimbări și în structura societății Transilvănene. După anul 1700, visteria imperială, secătuită în urma deselor războaie, vinde pentru bani, titluri nobiliare și moșii unor străini care se așează în Transilvania și în Banat. Nobilimii îi este lăsată în continuare libertatea de a exploata în voie țărănimea iobagă.

Anul 1756: Intensificarea exploitării nobiliare în Transilvania, situația grea a iobagilor din această zonă, a generat puternice mișcări sociale. În anul 1756 iobagii de pe domeniul ducelui de Modenna se ridică la luptă împotriva sarcinilor feudale care erau tot mai împovărătoare, dar aceștia sunt repede înfrânți de armata imperială . Situația grea a iobagilor români a fost sesizată și de împăratul Iosif al II-lea cu ocazia unei vizite făcute în Transilvania în anul 1768. El reproșează nobilimii starea  în care au fost aduși țăranii de aici, o stare socială și o înapoiere culturală dureroasă. Cu toate aceste reproșuri, situația nu cunoaște nici un fel de ameliorare.

Anul 1784: La data de 4 noiembrie 1784, începe una din cele mai mari mișcări sociale condusă de Horea, Cloșca și Crișan. Cetele de răsculați atacă mai întâi Hălmagiul, apoi înaintează treptat pe valea Crișului Alb cuprinzând și Podgoria. Lor li se alătură țăranii din satele ocupate, ajung repede la Ineu unde întâmpină o rezistență ceva mai serioasă din partea armatei. De aici se îndreaptă spre sud, ocupă localitățile Pâncota, Galșa, Șiria, și ridică la luptă întreaga podgorie. Victoriile răsculaților sunt de scurtă durată. La 12-13 noiembrie, cetatea Șiriei este mai întâi bombardată și apoi ocupată de armata colonelului Petra.
Înabușirea răscoalei este urmată de răzbunarea cruntă a nobilimii împotriva participanților. Aceste represalii precum și supliciului de la Alba Iulia nu au reușit să intimideze populația răzvrătită, care în dorința ei de dreptate și libertate își va continua lupta sub forma haiduciei. 
Iobagii români și maghiari fugiți de pe domeniile nobiliare au luat drumul codrului fiind cunoscuți în documentele vremii (cancelarii și tribunale imperiale) sub numele de lotrones, adică tâlhari. Localnicii le-au spus însă lotri, deoarece pentru ei aceștia erau niște răzbunători ai silniciilor și nedreptăților la care erau supuși țăranii năpăstuiți. 
La începutul secolului al XIX-lea, datorită marilor datorii de stat acumulate în timpul războaielor napoleoniene, Erariul hotărăște vânzarea domeniilor camerale. Cumpărători erau nobili îmbogățiți în urma tranzacțiilor făcute cu armata imperială; fie cu arme, fie hrană și îmbrăcăminte pentru soldați. Satele din districtul Zărandului sunt cumpărate de aceștia și odată cu cumpărarea lor primesc titluri nobiliare. Vechiul domeniu al Pâncotei se destramă. Primele sate ieșite din domeniu vor fi Șiria și Galșa, care ajung în posesia familiei Bohuș (Anul 1778, Șiria și Galșa au fost donate de erariu lui Emeric Bohus, în schimbul moșiei Zimand, vezi: Vasile Faur: Țara Zărandului, pag. 53.). . Marile vânzări vor avea loc în perioada 1819-1823. În anul 1822, baronul Iozsef Dietrich cumpăra restul domeniului ce cuprindea comunele: Pâncota, Seleuș, Cighirel, Măderat, Mâsca, Agriș, Arăneag (vezi: Vasile Faur: Țara Zărandului, pag. 55). 
Márki Sándor: Aradvármegye és Arad szabad királyi város monographiája. Aradvármegye és Arad szabad királyi város története. II. kötet. Második rész. (1895), pag. 670 
Dániel Lukács  printr-un testament făcut la data de 10 ianuarie 1816, a cumpărat pentru fiii săi: Jenő, József și Károly proprietăți în Drauț și Dud.
“Familiei Dániel (Szamosújvár-németi): Tivadar, Jeremiás și Pál înobilați în anul 1725. Urmașul acestora, Lukács,  printr-un testament făcut la data de 10 ianuarie 1816, a cumpărat pentru fiii lui: Jenő, József și Károly proprietăți în Drauț și Dud; pe care fiii le-au primit la 5 mai 1820. Suma a fost plătită în totalitate la data de 26 februarie 1822, și au intrat în posesia lor abia la data de 28 ianuarie 1823 ”.  Aradvármegye és Arad szabad királyi város monographiája.Aradvármegye és Arad szabad királyi város története .pag. 670).

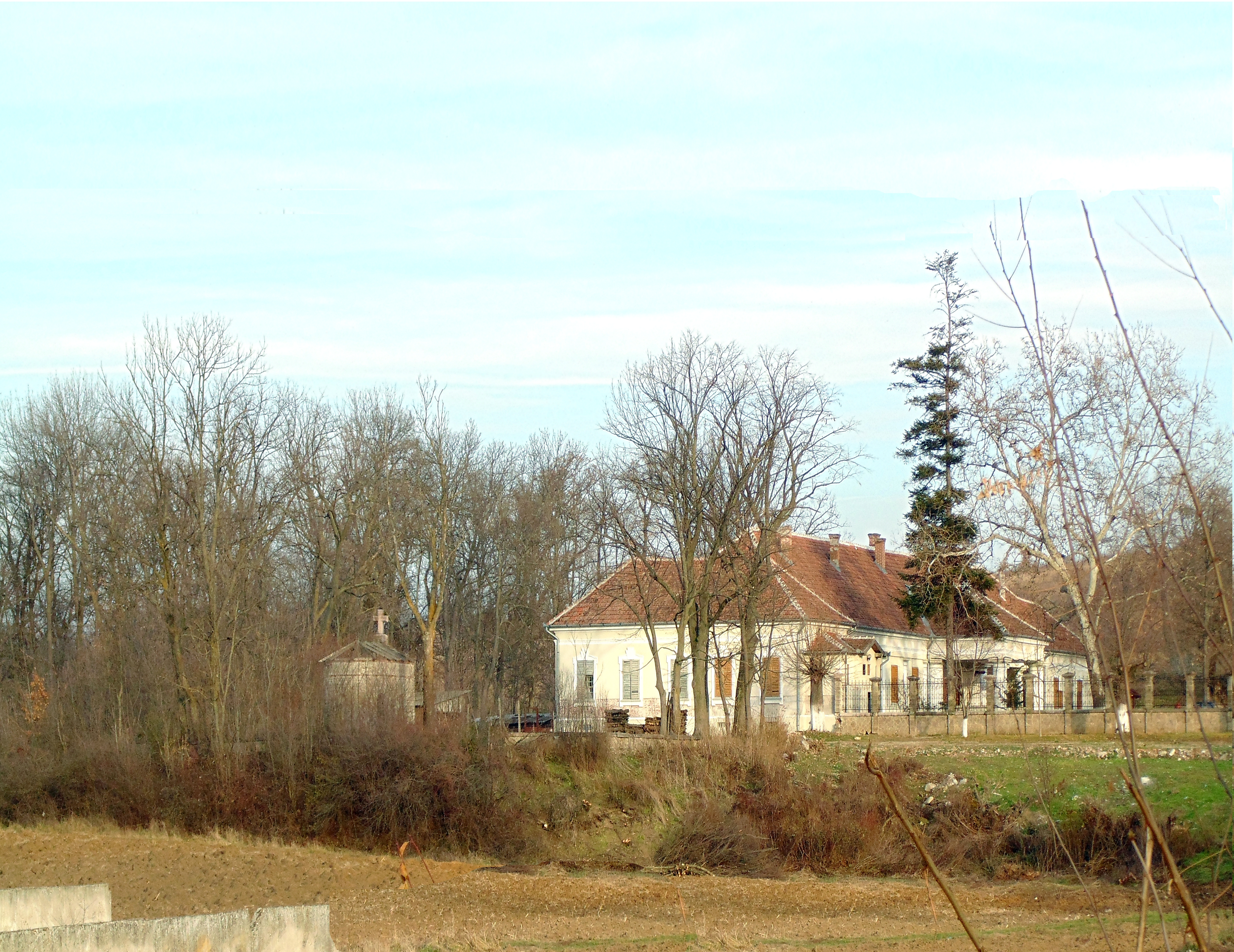
CONACUL ȘI CAPELA FAMILIEI DANIEL

După preluarea acestor domenii, în urma deposedării iobagilor de pământurile contractuale  și din cauza recrutărilor forțate, mulți  au luat calea pădurilor continuând ca formă de luptă lotria. Un document datat 13 februarie 1831, semnat de notarul din Drauț și înaintat prim-pretorului Șiriei, în care vorbește despre fuga feciorilor sprijiniți de localnici, între care este amintit și primarul Pâncotei.

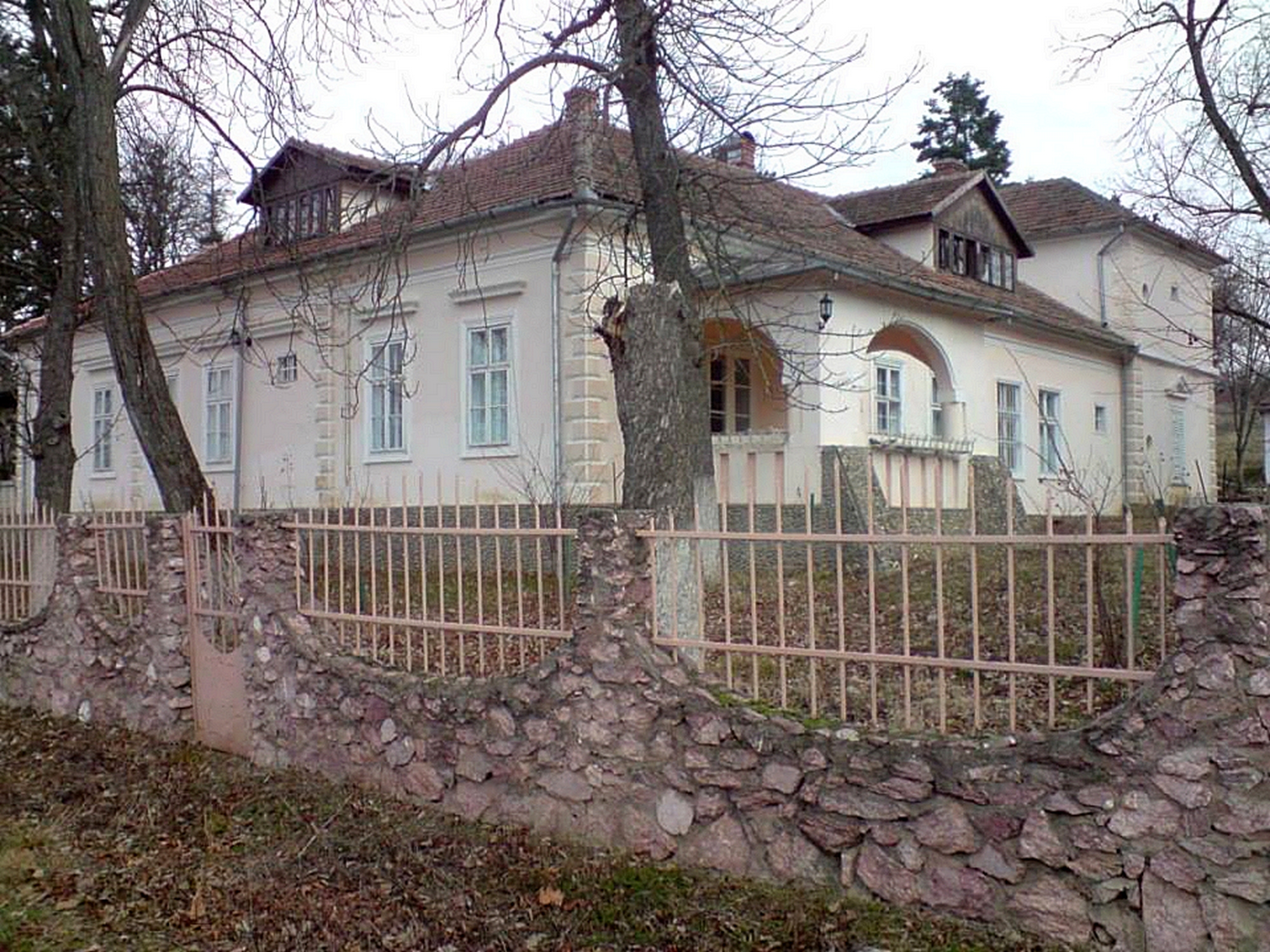
CONACUL BOGDANFFY DIN DRAUȚ

Revoluția de la 1848: Cu siguranță tensiunile sociale din zona județului Arad, au început să crească semnificativ. Drept urmare, cu ocazia revoluției de la 1848 au început să izbucnescă tot mai multe conflicte.
Glück Jenő: Adatok a szomszéd Arad Vármegye 48-49-es történetéhez,  fragment pag: 294-295
“La ședința din 30 martie, pe lîngă conducătorii liberali maghiari, au apărut și reprezentanții romanilor, Ioan Raț protopop și Pavel Petrila procuror. La propunerea lui Torok Gabor s-a hotărît ca noile adunări (revoluționare) să avertizeze pe toți moșierii, să nu scoată la munci (robote) pe nimeni. Subprefectul a anunțat dinainte de acest fapt pe conducătorii localităților-Sîntana, Pecica, Socodor, etc. 
Ceea ce a grăbit acțiunile următoare a fost și exemplul dată de raionul Elek, la 30 martie, la Zerind, în încercarea de a scoate la muncă (robotă) țăranii, aceasta a provocat rezistență din partea lor. La Drauț, locuitorii care s-au întors de la târgul din Șiria cu veștile revoluției, o parte sub conducerea lui Cociuba Melentie, au încercat incendierea casei reprezentantului moșierului. La Pîncota alegerea judelui a înfierbîntat populația”.
După revoluția din martie 1848, guvernul maghiar încearcă să organizeze gărzi naționale pentru păstrarea liniștii și ordinii publice în teritoriu prin înrolări forțate, dar comunitățile locale se opun pe toate căile în fața acestor acțiuni, care pot provoca masele. Un exemplu este, cel din data de 25 iunie, din Pâncota, unde nu s-a adunat nici unul. Tot la Pâncota și Șiria, stăpânii feudali, recunoscând pericolul ce-l reprezenta starea febrilă a populației, n-au mai forțat îndeplinirea robotelor.
Restituiri bănățene, nr. 4, editura: Eurostampa, Timișoara 2016. Pagina 100,101 fragment:
Odată cu sentimentul de libertate ce s-a răspândit printre românii ardeleni și bănățeni au existat situații când comunități întregi care înainte au fost trecuți forțat la greco-catolicism, au revenit la legea strămoșească, la ortodoxie, cum a fost și cazul parohiei din Târnova, comitatul Arad, unde în timpul revoluției întreg satul s-a întors la Biserica Ortodoxă, acest fapt fiind consemnat pe un Triod tipărit la Râmnic în anul 1791:
„Această carte ce să cheamă Triod, este a sfintei biserici din Târnova care 14 ani a fost unită, iar la anul 1848 s-au întors toți poporenii de la legea greco-catolică la greco-neunită, deci am scris spre semn de pomenire, să să știe în viitoriu(...)”
Tot în acest an s-a consemnat răscularea oamenilor din mai multe parohii arădene care au fost scrie pe un Triod ne-indentificat, dar găsit de către preotul cărturar dr. Gheorghe Ciuhandru în anul 1929 în localitatea Agrișul Mare și pe care erau menționate următoarele:
„Octomvrie 10 zile, în anul 1848, s-au răsculat rumânii din Vilagosu, Galșa, Mîsca, Măderat, Agrij, Tenova, Curtaocheriu, Dud, Drauț și altele”.
În toamna anului 1848, în localitățile Pâncota, Șiria, Drauț unde viticultura era bine reprezentată, țăranii se ridică împotriva dijmei după vin.
Dan Demșea: Mica nobilime românească de pe teritoriul fostului comitat Arad (1845-1894), fragment:
„ Pentru motiv de răsculare, Sârb Ioan (36 de ani) și Sida Gheorghe (50 de ani), ambii din Drauț, erau arestați în 25 septembrie 1848, iar în 2 octombrie 1848, au fost escortați în temnița de la Szeged, considerată mai sigură (vezi și Vasile Faur: Țara Zărandului, pag. 57.).”

Mișcare populară din Drauț, 1863: Mișcare populară pentru limitarea pășunatului, are loc în urma procesului de separare a pășunii de terenurile moșierului.
În localitatea Drauț, în vremuri de mult uitate, vremuri de care nici bătrânii satului nu-și mai amintesc, sau poate nu vor să-și mai amintească, s-a înfăptuit o reglementare urbarială, respectiv delimitarea pășunii față de terenul moșierului. În urma acesteia moșierimea interesată a înconjurat terenul obținut cu șanț. Atunci în localitatea Drauț, a avut loc o mișcare socială, în urma căreia, un locuitor din Drauț, a fost împușcat mortal și mai mulți au fost răniți.
Îmi aduc aminte cu drag de anii copilăriei și ochii îmi lacrimează fară voie când îmi vine în minte chipul bunicilor.
Bunu, că așa-i spuneam la bunicul, ne iubea foarte mult și pe mine și pe fratele meu pe Toma și iubea la fel de mult padurea. De fiecare dată când prindea ocazia, (fie mergeam să facem lemne, fie după leurdă sau după bureți) ne ducea cu el. Noi eram foarte bucuroși, ne plăcea foarte mult pentru că povestea multe lucruri: câteodată întâmpări de pe front, altădată de când era la școală, uneori ne spunea toate speciile de pomi și plante, cum se numesc locurile din padure, etc. La fel s-a întâmplat în una din zile, eram în vacantață și plecam să facem lemne. Mergând așa pe dâmbul Roșului, eu încep să-i spun: "îmi aduc aminte că am citit într-o carte la școală, că în anul 1863 în Drauț a avut loc o mișcare socială, o răscoală a oamenilor din Drauț pentru modul în care s-a delimitat pașunea."
Bunicul se oprește în dreptul șanțului care se vedea în fața noastră, se așează și începe să povestească:
“ Vezi eu nu știu că a fost demult, am auzit din spusele bătrînilor, că demult de aici în sus spre pădure erau holde și aici unde se vede șanțul acesta, care continuă până spre Arăneag, era locul de delimitare a izlazului de holdele moșierului. Bătrînii spuneau, că atunci când s-au săpat aceste șanțuri, oamenii din sat nu au fost de acord și s-au răsculat. Moșieru a chemat jandarmii, și atunci, jandarmii au omorît un om din sat”. Bunu mi-a spus și din ce familie (porecla), însă din pacăte nu am reținut. Parcă spunea că era ceva străbunic a lui Mitru lu Babău, despre care atunci nu știam că se trage din familia lu Roșu care aveau casa, unde se intersectează părăul de la Sâr cu valea de Șicluș. De aici vine și numele dâmbului - dâmbul Roșu – bunicu spunea că evenimentul a avut loc undeva aici pe acest dâmb.
VasárnapiUjság - 1863. december 6. pag. 439.
Mișcare populară pentru limitarea pășunatului: Un caz trist s-a întâmplat la - Drauț (Arad). S-a încheiat procesul de separare a pășunii, în favoarea moșierului, care i- a rugat pe săteni să-i îngrădească cu șanț pășunea, contra cost. Ceea ce săteni revoltați n-au vrut și nu i- au lăsat nici pe zilieri tocmiți din satele invecinate să facă, și i-au gonit, iscându-se mare dezordine, pentru care au fost chemați jandarmi. Din mulțime s-a tras cu arma împotriva jandarmilor, după care au început să tragă și ei, omorând un om. Mulțimea a fost împrăștiată. Capii rautăților reținuți și duși la Arad. Mulținea la amenințat și pe notar, care s-a mutat cu familia în secret la Agriș.”
Eugen Glück, Alexandru Rosu, Gheorghe Unc: Din istoria miscării muncitoresti: documente arădene, 1821-1918.  – 1981, fragment pag. 73
“1863, noiembrie 27 — 28, Drauț în anul curent în comuna Drauț s-a înfăptuit o reglementare urbarială, respectiv segregarea pășunii. În urma acesteia moșierimea interesată a înconjurat terenul obținut cu șanț. Ca urmare locuitorii din comuna Drauț la data de 27 și 28 noiembrie a.c. s-au dedat la o demonstrație periculoasă împotriva proprietarilor și angajaților lor.  
În acest timp pretorul cercual competent și jandarmeria imperială regală au luat măsurile necesare pe teren. Jandarmeria imperială și regală a arestat locuitorii de rînd care s-au arătat a fi principalii agitatori și ar fi fost transportabili la sediul plășii pentru cercetare .O masă constituită din locuitorii satului au somat jandarmii să-i elibereze pe cei arestați, din cauza turburării liniștii și ordinei, care a avut loc la 27 și 28 noiembrie în comuna Drauț din comitatul Arad. Ei au fost atacați cu violență și s-au tras mai multe impușcături. Dat fiind această situație jandarmeria imperială-regală a uzat de armă. Aceasta a provocat situația regretabilă că un locuitor din Drauț s-a prăbușit fiind omorît și mai mulți au fost răniți.  
În urma acestor evenimente masa poporului s-a risipit iar jandarmeria imperială-regală a condus persoanele arestate — ei fiind împreună cu jandarmii imperiali-regali, nevătămați — la locul stabilit.”

## Portul tradițional
Portul țărailor din Drauț din perioada anterioară anului 1900, este prezentat de domnul Traian Debeleac în manuscrisul dumnealui referitor la satul Drauț, redau acest fragment:
Traian Debeleac, Manuscris- Istoricul școalei și a vieții culturale din comuna mea natală Drauț. Date și însemnări, oameni și fapte, fragment:
"Un port urât atât din punct de vedere estetic cât și neigienic era lăsarea părului să crească în dragă voia lui, doar când era prea lung și-l retezau, ca să nu ajungă peste urechi. Bărbații purtau părul împletit în chici la amândouă urechile.
Într-o seară - eu aveam numai patru ani și ceva, dar îmi amintesc foarte bine de aceasta - vine la noi în casă un bărbat de statură înaltă, cu un suman lung atârnând pe umeri ca o togă romană, părul lung până la umeri și pe vârful capului o pălăriuță cât o ciupercă, în mână avea un ciomag gros cu bocioacă la capăt ca o ghioagă."
Bărbații purtau izmene largi și cămăși de pânză țesute din cânepă, zobon negru din postav sau barșon, iar pe cap pălărie neagră. Iarna, nădragi din lână, șube și căciuli de lână, în picioare opinci sau cisme cu tureac lung. Muierile lor purtau poale și cârpă de încins frumos ornamentată, spătoi, iar peste spătoi zobon din barșon brodat. Pe cap muierile măritate purtau cot, cot cu "pană de pliș" la sărbători, fetele se purtau cu părul pieptănat în codițe cu cărare pe mijloc, iar la sărbători cu "zulufi" de-o parte și de alta a capului.

## Casa tradițională
Sursă: Zona etnografică Ineu. Din istoricul realităților etnoculturale ale zonei, Conducător științific: Prof. univ. dr. Ioan Godea, Doctorand: Ardelean Florin-Iustin-Flavius. Oradea, 2012
Gospodăriile tradiționale din zona Drauț se amenajau, de obicei, pe o jumătate de taleci adică pe circa 14 arii, un taleci întreg având între 28-30 de arii. Întregul taleci era împrejmuit cu garduri și porți de acces, pentru car sau căruță, porți mici pentru persoane. Porțile erau situate în partea dinspre uliță, mai puțin lateral sau în spate la ogreadă. Tot înspre uliță era un spațiu de acces, numită calea pe lîngă gard, iar dincolo de cale se plantau pomi fructiferi.
Casa a fost cea mai impunătoare construcție din gospodărie, fiind construită de obicei de-a lungul taleciului, pe una din laturile acestuia. Casa era construită fie la frontul uliței fie retrasă cu 3-4 metri în spate spre ogradă. La capătul casei sau în spatele casei dinspre ogreadă se afla șopreața, locul unde se afla garat carul sau căruța și de obicei aici erau și lemnele tăiate pentru foc, fiind strucate de ploi si ninsori.
În acest perimetru se mai găseau: șura pentru fân sau tulei, cotarca pentru cucuruz, fântâna de obicei cu apă de ploaie, puțini erau cei care aveau făntăni cu izvor. Perpendicular pe lungimea casei, de cele mai multe ori deplasat spre capătul terminal, spre ogreada casei se afla iștalăul pentru animale mari: cai, boi, vaci, etc. Acesta împărțea taleciul în două – ocolul și ogreada.
În ocol se desfășurau cele mai multe activități casnice, iar în ogreadă era delimitată aria pentru pregătirea hranei animalelor, aici fiind construite și cotețe pentru hoară, cocini pentru porci, etc. Acestea erau amplasate rareori în curte, atunci când spațiul era suficient de mare. Tot aici, în spate, se afla ogreada propriuzisă (grădina), unde se plantau pomi fructiferi și viță de vie. Se cultivau legume și chiar cucuruz sau rujă.
Așa cum am spus, taleciul era împrejmuit cu gard din nuiele împletite în jurul unor pari rari-sobori, ascuțiți și legați printr-o cunună de nuiele de răchită, din bâte mai groase de rujă sau din spini. Familiile mai înstărite făceau garduri din scânduri așezate în palisadă. Gardul, mai ales cel din uliță putea fii ornamentat prin decuparea unor figuri giometrice, aceste figuri fiind regăsite scluptate de obicei și pe stâlpii porților. Gardul de la uliță vorbea și el despre starea materială a gospodarului. Porțile, atât cele mari cât și cea mica erau susținute de stâlpi din lemn, scluptați cu motive ornamentale simple.
În ocol se plantau de obicei pomi fructiferi mari: nuci sau flagari pentru a face umbră pe timpul veri și a feri de ploi și ninsori pe timp de iarnă.
La uliță în fața casei se fixa un scaun-făcut din scânduri sau lemne mai groase așezate pe niște butuci. Aici pe timp de vară așteptau fetele drăguții sau se adunau seara dupa cină vecinii să-și mai spună păsurile, ori să mai povestească șotii și povești păstrate din moși-strămoși. Tinerii ascultau cu luareaminte pentru a le transmite mai departe.
Casa de obicei era formată din: târnaț, cămăruță, cindă și camera de locuit, familiile mai înstărite mai aveau și o cameră de oaspeți. La uliță avea o fereastră mai mare sau două mai mici care luminau camera de locuit, o fereastră mică la cindă și una la camera de oaspeți. Din tindă puatea să fie o coborâre în podrum sau podrumul puatea fii undeva săpat sub fudația casei cu intrare din ocol.
Târnațul casei era de cele mai multe ori deschis, doar cu șoși, intrarea pe târnaț se făcea printr-o ușă confecționată din scânduri sau leațuri numită roșcei, și urcarea se făcea pe niște scărițe făcute din lemn sau pietre mai mari așezate în așa fel încât să înlocuiască treptele. La unul din capetele târnațului se află cămăruța, care avea o ușă și o ferestruică mică.

## Meserii tradiționale
Oamenii acestor locuri, fac ce-au făcut dintotdeauna, de când se știu locuitori ai acestor pământuri, ai dealurilor și câmpurilor care curg în valuri: adică taie lemnul în pădure sau lucră pământul. Pădurile se întindeau până în apropierea satului, lemnul fiind exploatat și transportat cu caii și boii, reprezentând una din ocupațiile de bază (la stânjan). Dealurile erau cultivate cu viță de vie și pomi fructiferi, iar jos, înspre Tîrnova se cultiva cânepă și cereale. În apropierea localitatii se pot vedea urmele unor mine de aur și aramă, la locul numit - Minele Batrine, situat în apropiere de cabana Căsoaia. Pe hărțile vechi apar localizate galerii și în hotarul dintre Drauț și Dud, denumirea veche - Lugospatak.
Astăzi, cele mai multe activități se păstreză. Economia este predominant agrară, bazăndu-se pe exploatările forestiere, cultura plantelor și creșterea animalelor. Se cultivă:  vița de vie, pomii fructiferi și mai nou legumele. Creștera animalelor: oi și capre în general, dar și porci, vaci și cai în număr mai mic.

### Mineritul
Încă din perioada medievală, la Drauț, Arăneag, Dud, alături de Tauț, Covăsânț, Cladova, Milova, erau exploatări de cupru, aur, argint, fier. Unele au funcționat până la începutul primului război mondial. Vasile Boroneanț: Arheologia peșterilor și minelor din România, cIMeC, 2000 (pag.117-131). Vremea a șters urmele acestora și odată cu ele oamenii le-au uitat, doar poveștile au rămas, și unele scrieri vechi.

### Exploatarea lemnului
După 1826, odată cu dezvoltarea industriei lemnului, începe o nouă fază în exploatarea pădurilor. Nu întrâmplător, existența și exploatările forestiere apar înscrise în câmpul sigilar al unor primării, sub forma unui copac (Drauț), a unui topor înfipt într-un butuc (Arăneag),sau a unui copac, peste care, în curmeziș, este așezată o secure (Agriș).  În 1914 a fost pusă în funcțiune o linie ferată îngustă cu tracțiune mecanică (locomotivă cu abur), pe traseul Pâncota - Arăneag, cu prelungire până pe Valea Neamțului și a Highișului, în Căsoaia. Până aici, lemnele erau transportate cu caii și boii, de pe văi și de pe culmile dealurilor.
În această zonă, comuna Drauț avea pădure comunală în suprafață de 271 jugăre alături de 1947 jugăre de pădure composesorală, singurul proprietar privat important al pădurilor era Societatea Anonimă Economică din Pâncota, care deținea la Drauț 780 jugăre și la Arăneag 4326 jugăre. Administrație românească arădeană Studii și comunicări din Banat – Crișana Volumul V Arad – 2012, Horia Truță: Meserii tradiționale din nordul masivului Highiș (pag.261-280) Arhivat în 25 martie 2018, la Wayback Machine..

### Viticultura
Viticultura a fost una din cele mai importante ocupatiii a locuitorilor din zona Podgoriei Aradului, și are o vechime milenarã. Într-un document din anul 1771 se menționeazã obligațiile țãranilor care se ocupau cu viticultura, darea nonei 1/9 și a dijmei de vin. Horia Truță: Meserii tradiționale din nordul masivului Highiș (pag.261-280) Arhivat în 25 martie 2018, la Wayback Machine.. La data premergătoare anului 1848, satul Drauț era prezentat ca localitate unde se cultiva intens vița de vie. Dupã al doilea razboi mondial suprafata viticolã a scãzut, terenurile au intrat în posesia noilor forme de administrare a agriculturii socialiste.

### Meșteșuguri
Dintre meșteșugurile frecventate în localitate amintim: olăritul și rotăritul. Olăritul era practicat la Bîrsa, Tîrnăvița și Obîrșia de cîte 30 de familii, existînd un număr mai redus  de  meșteșugari la Drauț, Sebiș etc. Tereza Mózes:  Portul popular din bazinul Crișului Alb, 1975. ‎Afișare fragment, pagina 34.

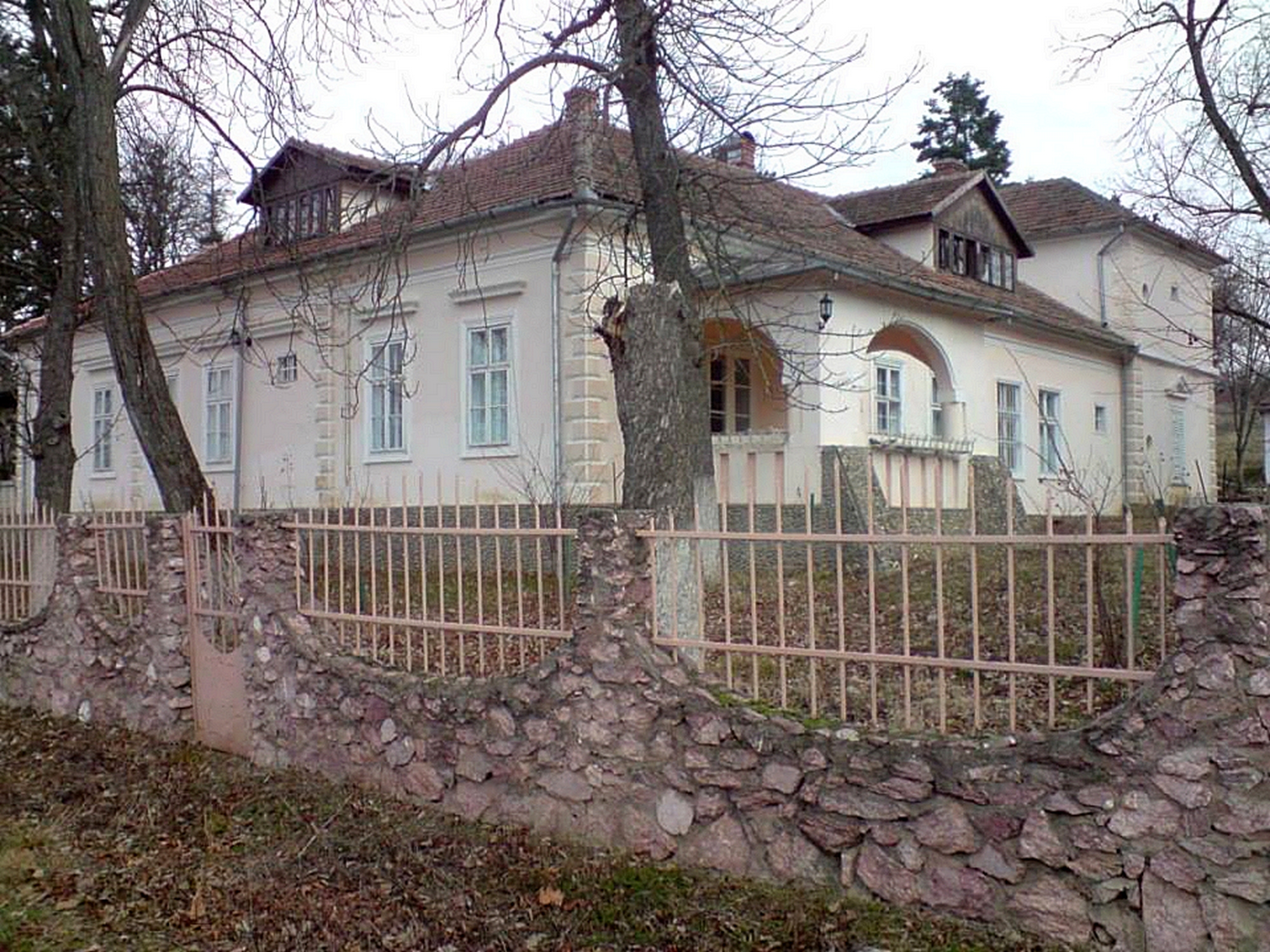

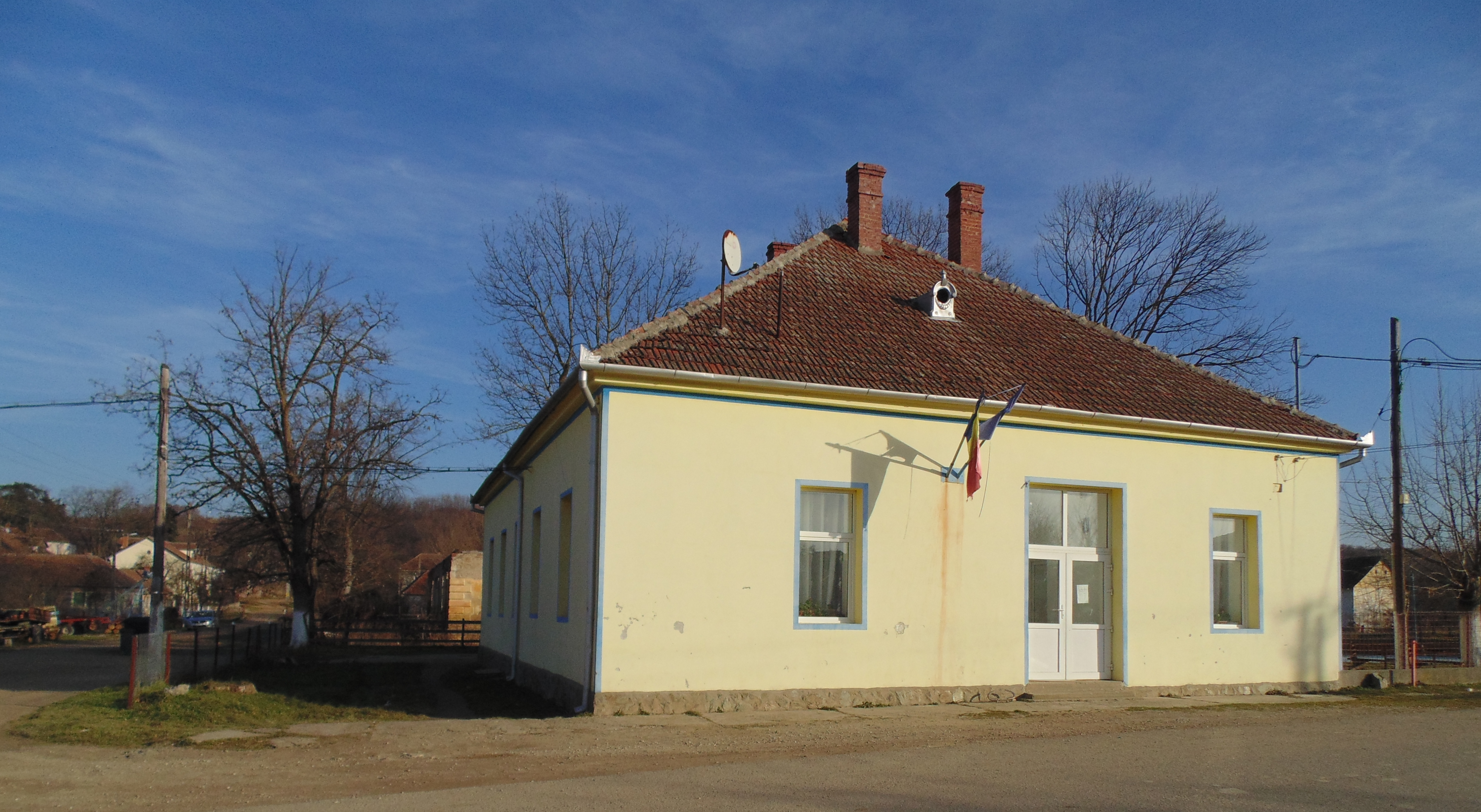

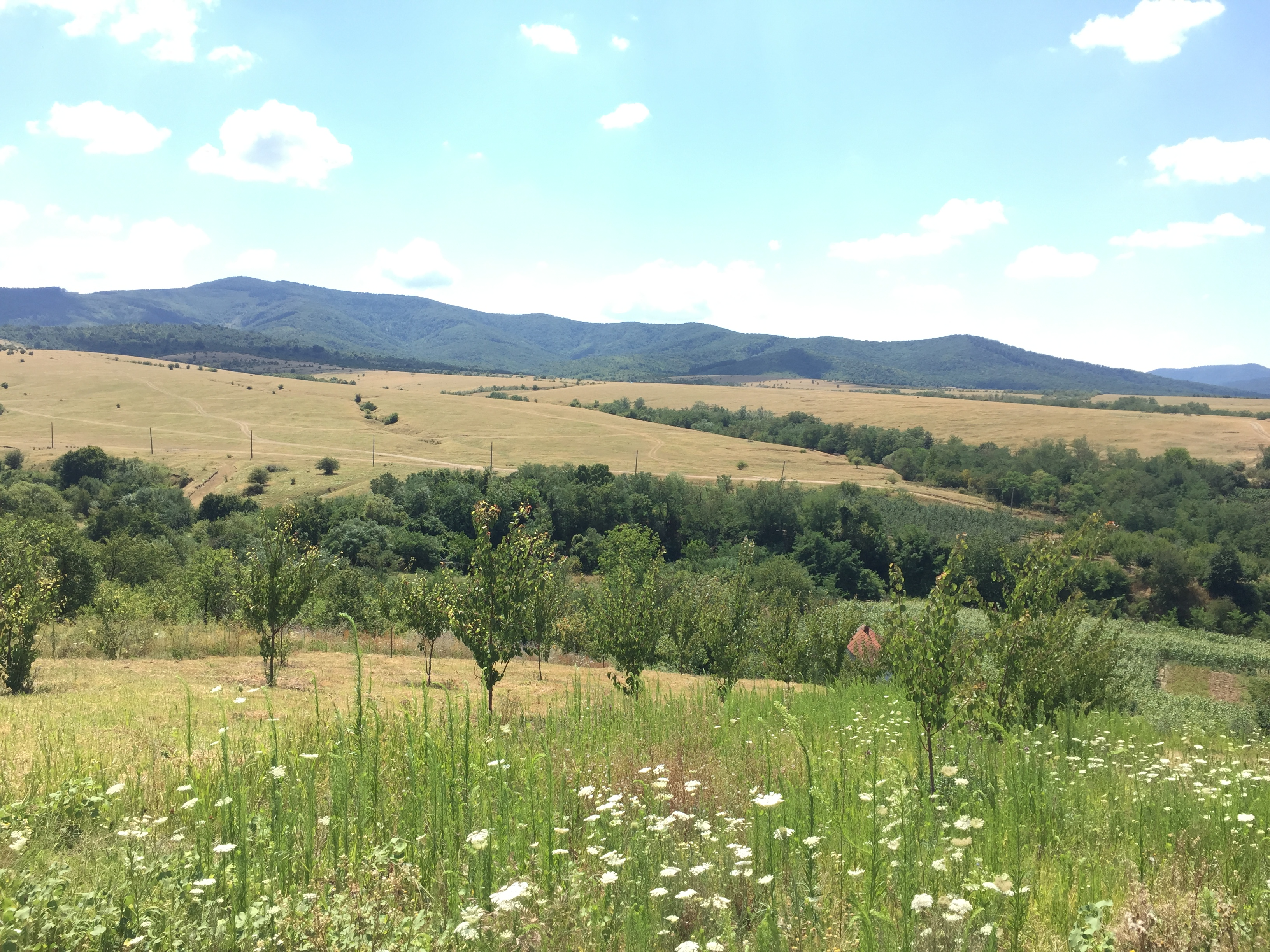

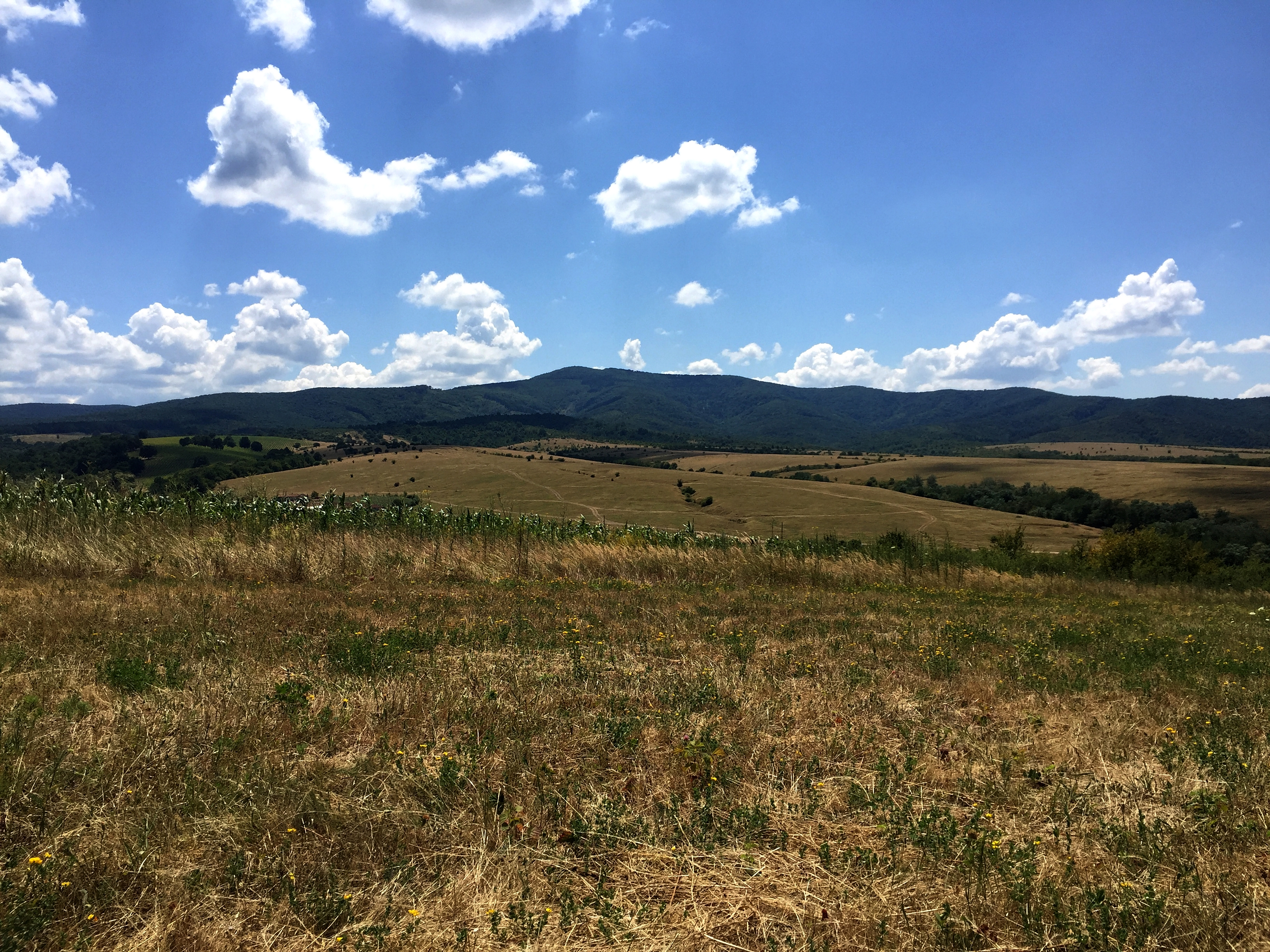

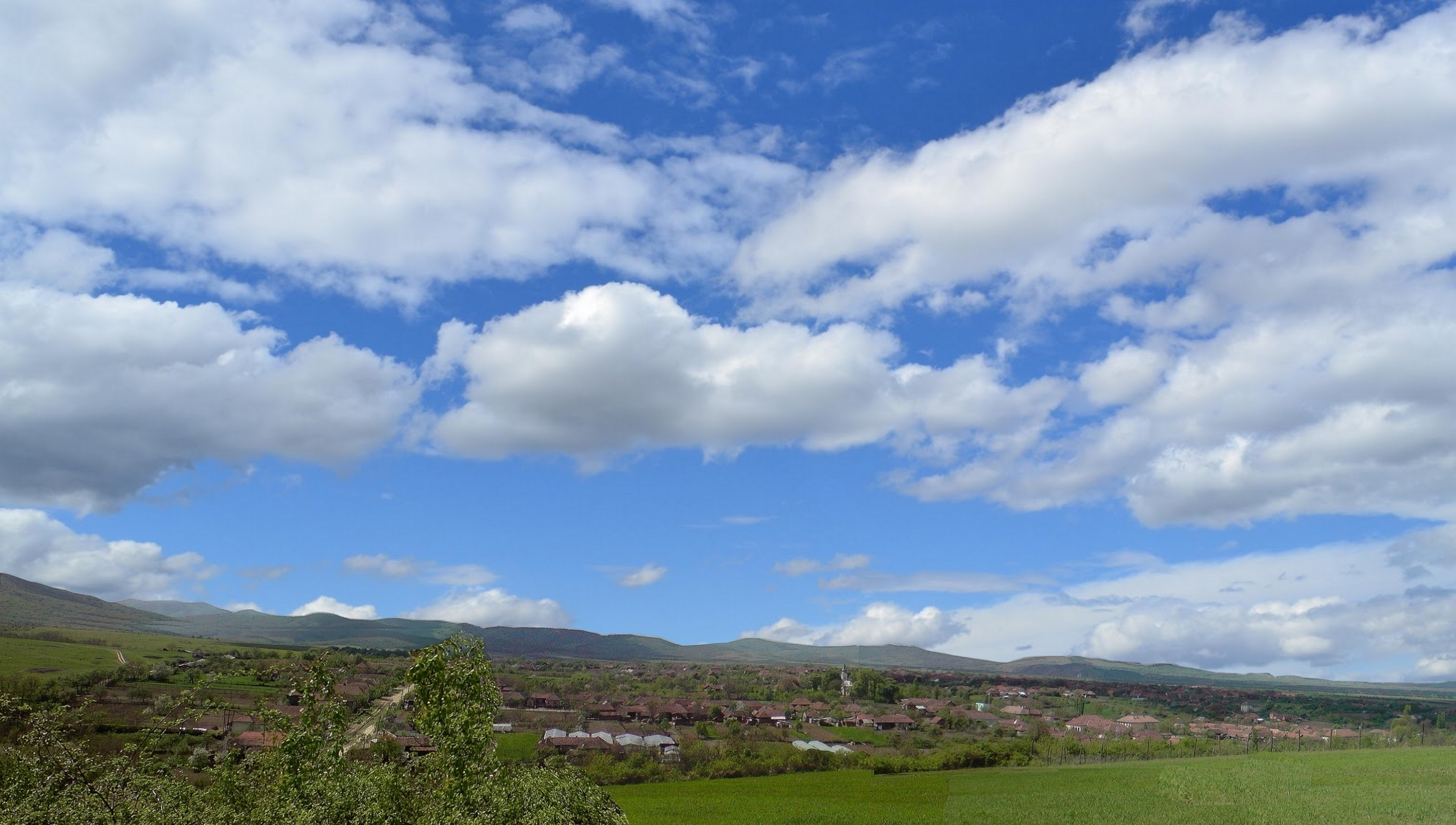

## Imagini

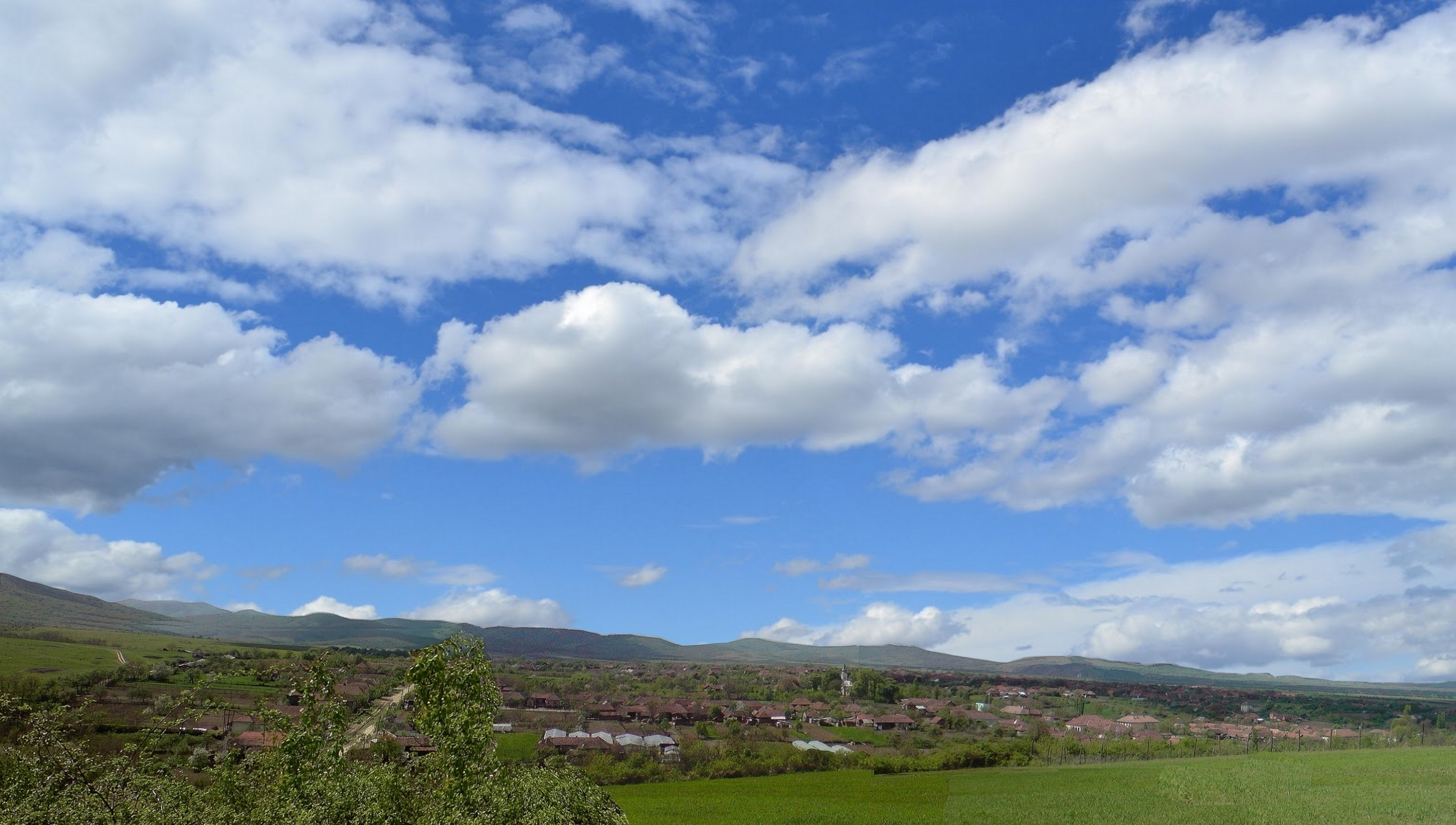
DRAUȚ 2009, VAZUT DE PE DEALUL EGARIEI
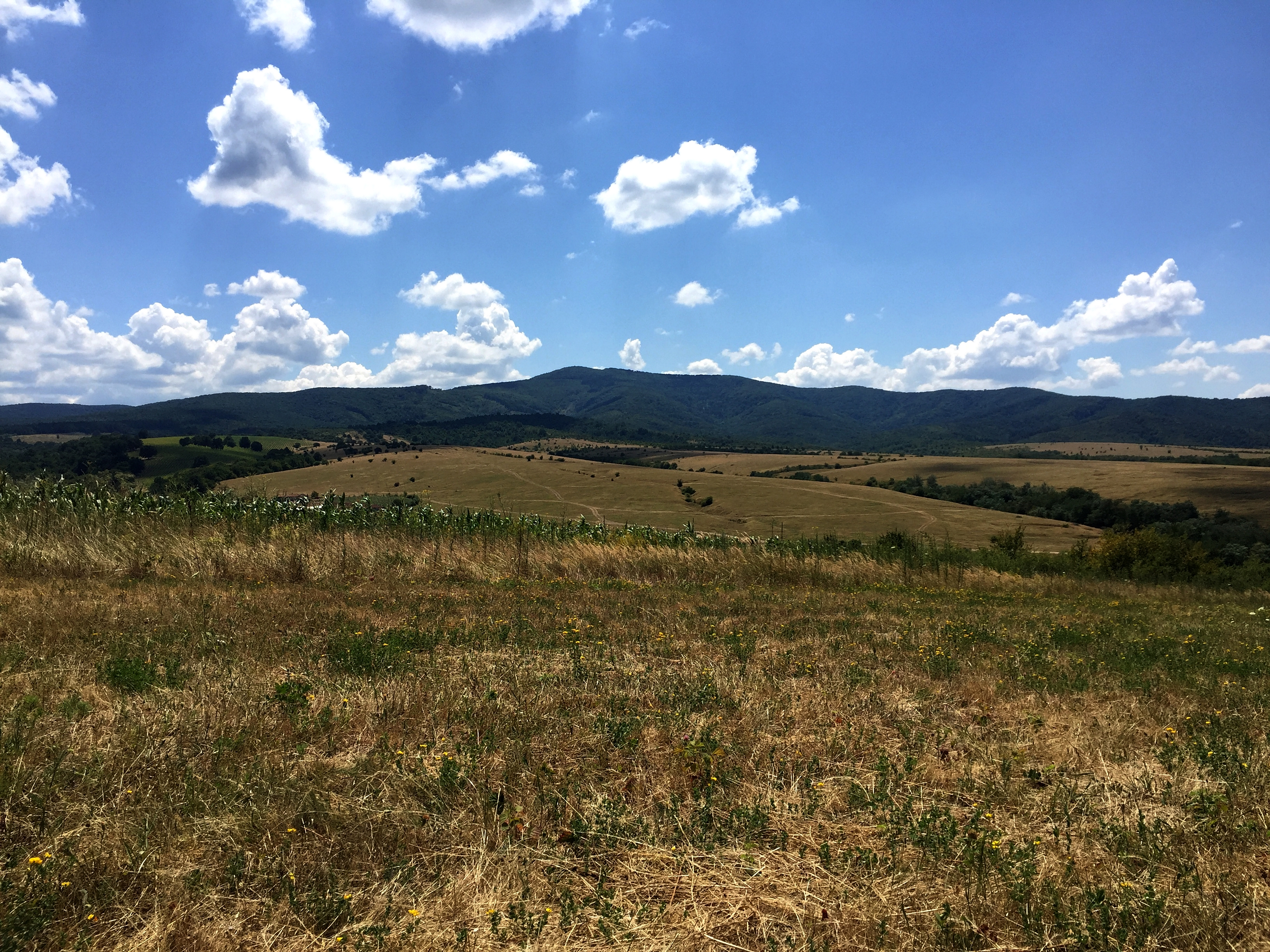
VARFUL HIGHIS, VAZUT DE PE DEALUL EGARIEI
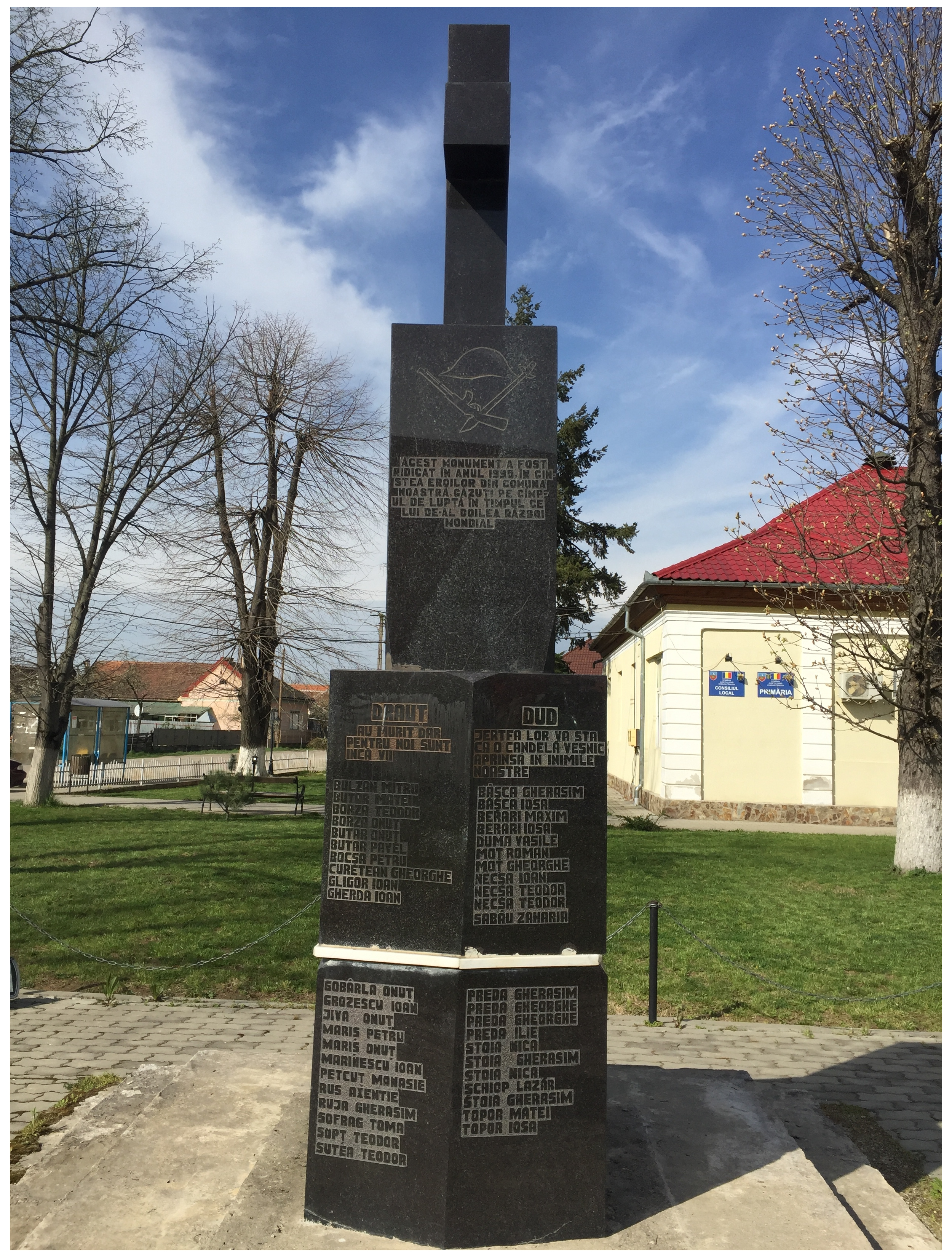
MONUMENTUL EROILOR DIN AL II LEA RAZBOI MONDIAL DIN TIRNOVA
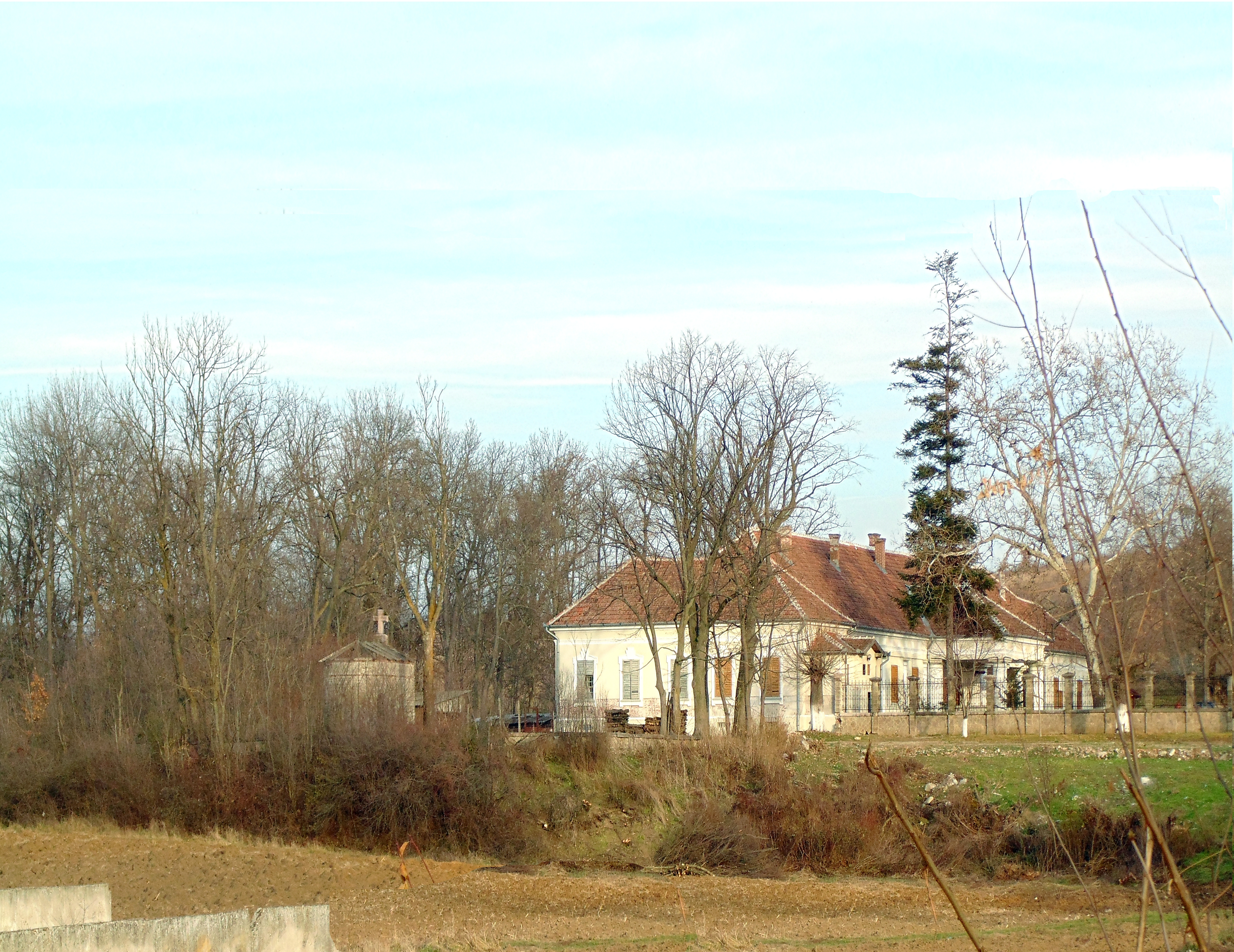
CONACUL ȘI CAPELA FAMILIEI DANIEL
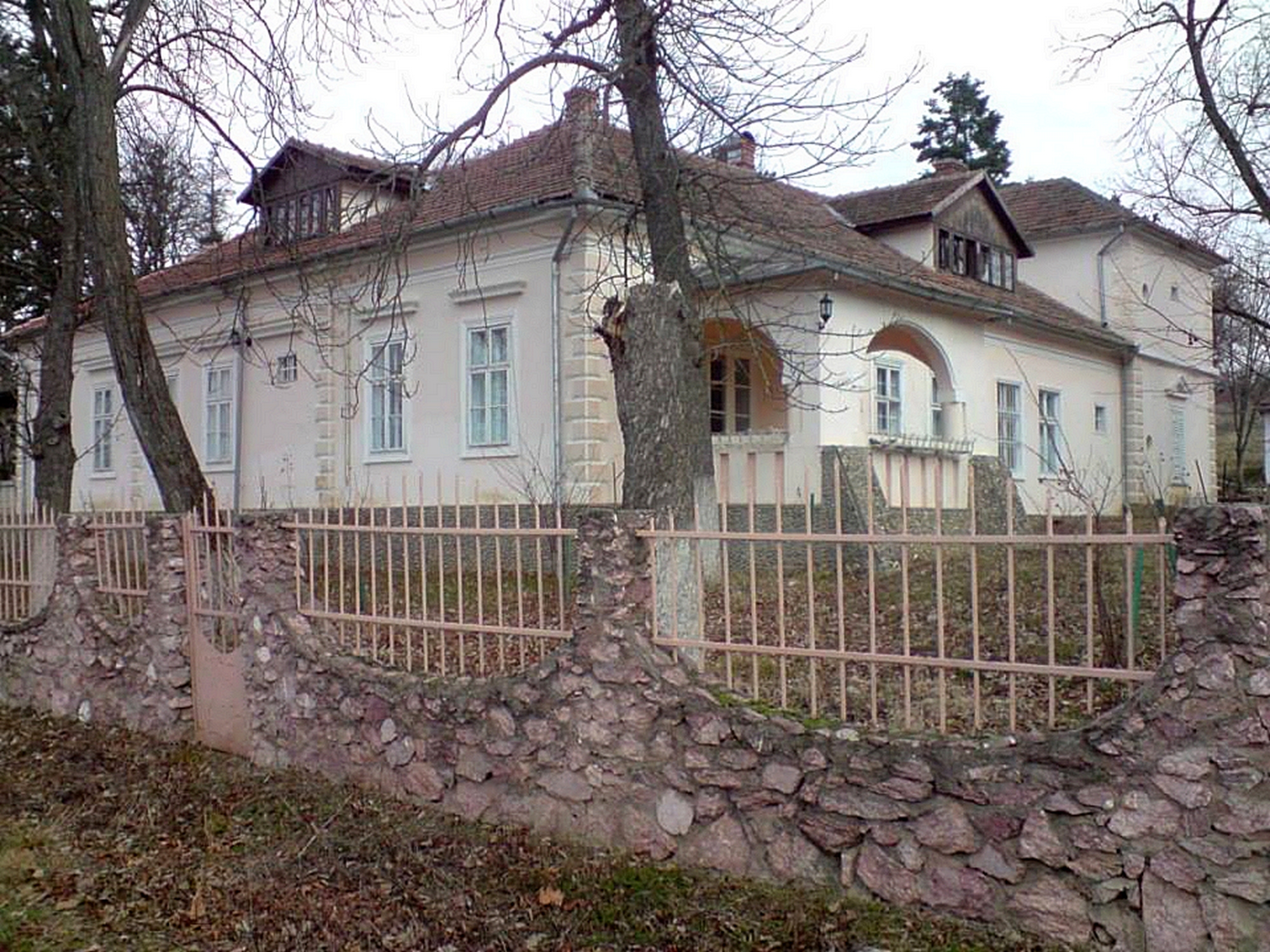
CONACUL FAMILIEI BOGDANFFY DIN DRAUȚ
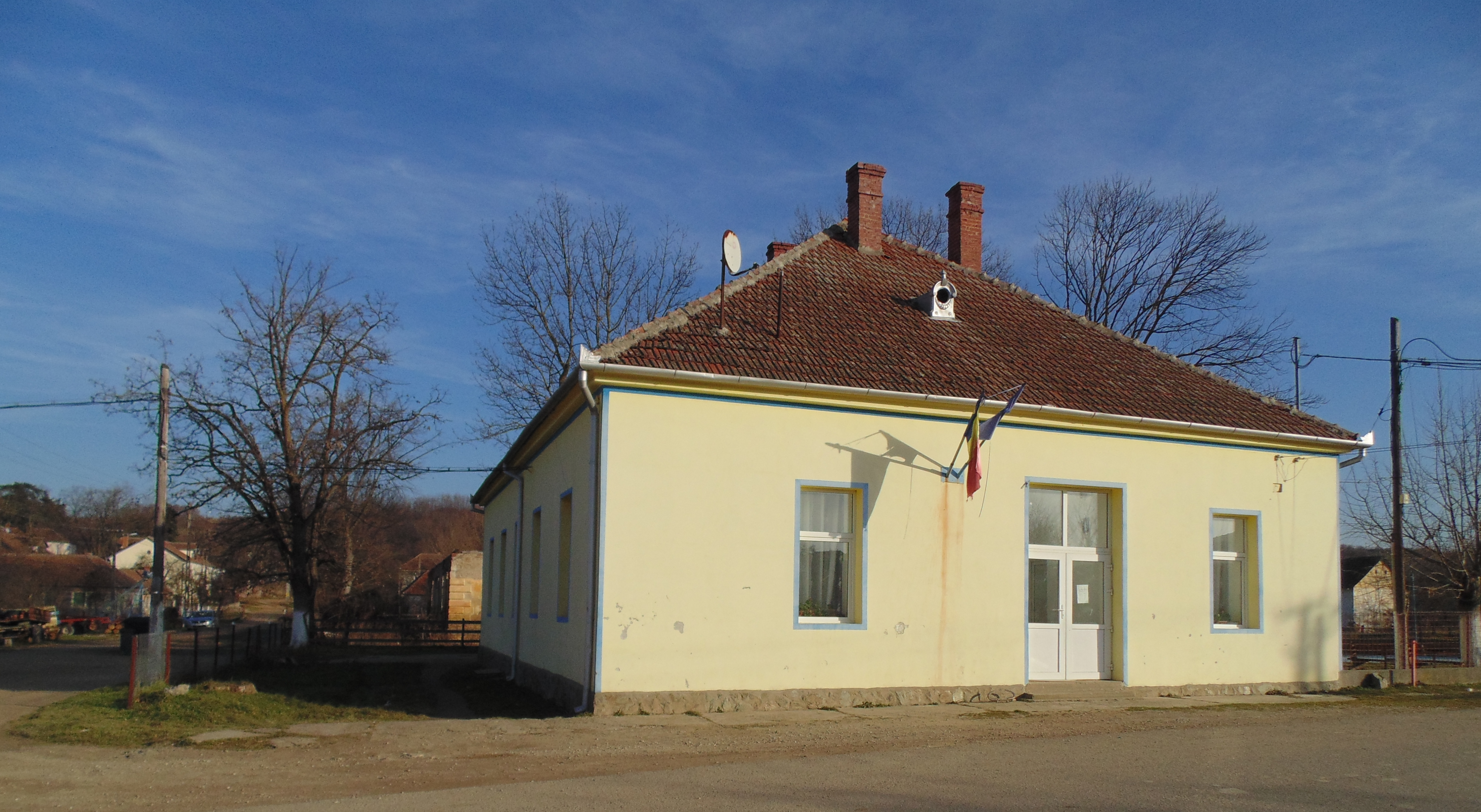
CLĂDIREA FOSTEI PRIMĂRII DIN DRAUȚ
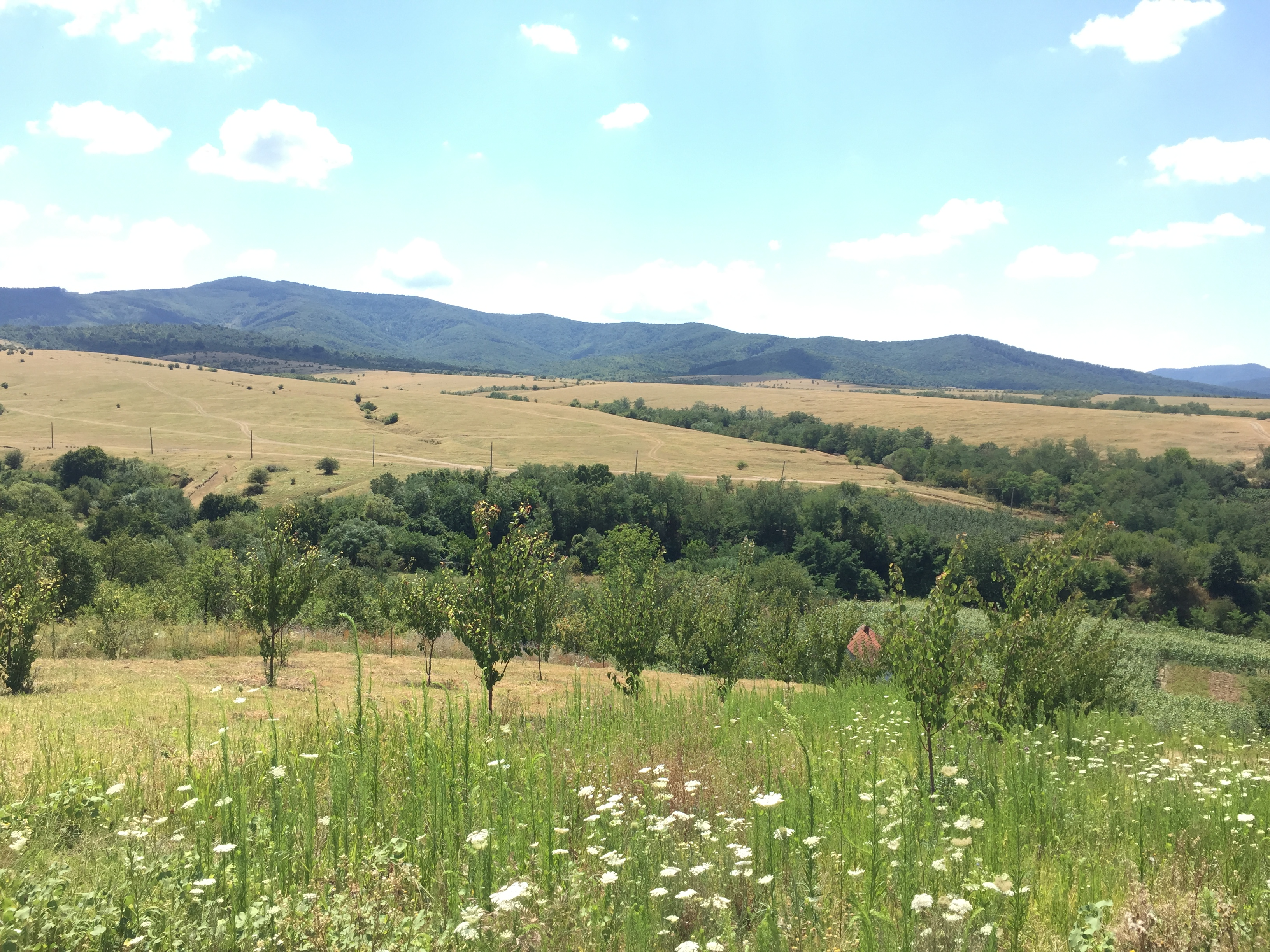
VARFUL HIGHIS